# Seznam televizních filmů Netflixu
Seznam televizních filmů Netflixu uvádí přehled televizních filmů, které byly premiérově uvedeny na americké placené streamovací televizi Netflix.

## Drama

### 2015–2016
| Originální název                                 | Český název            | Žánr             | Premiéra           | Délka   | Jazyk            |
| ------------------------------------------------ | ---------------------- | ---------------- | ------------------ | ------- | ---------------- |
| Beasts of No Nation                              | Bestie bez vlasti      | válečné drama    | 16. října 2015     | 136 min | angličtina / twi |
| Crouching Tiger, Hidden Dragon: Sword of Destiny | Tygr a drak: Meč osudu | akční drama      | 26. února 2016     | 103 min | angličtina       |
| The Fundamentals of Caring                       | —                      | komediální drama | 24. června 2016    | 97 min  | angličtina       |
| Rebirth                                          | Znovuzrození           | thriller         | 15. července 2016  | 100 min | angličtina       |
| Tallulah                                         | —                      | drama            | 29. července 2016  | 111 min | angličtina       |
| XoXo                                             | —                      | drama            | 26. srpna 2016     | 92 min  | angličtina       |
| ARQ                                              | —                      | sci-fi           | 16. září 2016      | 88 min  | angličtina       |
| The Siege of Jadotville                          | —                      | válečné drama    | 7. října 2016      | 108 min | angličtina       |
| I Am the Pretty Thing That Lives in the House    | —                      | horor            | 28. října 2016     | 89 min  | angličtina       |
| 7 años                                           | —                      | drama            | 28. října 2016     | 76 min  | španělština      |
| Mercy                                            | —                      | thriller         | 22. listopadu 2016 | 90 min  | angličtina       |
| Spectral                                         | —                      | sci-fi           | 9. prosince 2016   | 108 min | angličtina       |
| Barry                                            | —                      | drama            | 16. prosince 2016  | 104 min | angličtina       |

### 2017
| Originální název                           | Český název                          | Žánr             | Premiéra           | Délka   | Jazyk                   |
| ------------------------------------------ | ------------------------------------ | ---------------- | ------------------ | ------- | ----------------------- |
| Coin Heist                                 | —                                    | drama            | 6. ledna 2017      | 97 min  | angličtina              |
| Clinical                                   | —                                    | thriller         | 13. ledna 2017     | 104 min | angličtina              |
| iBoy                                       | —                                    | sci-fi           | 27. ledna 2017     | 90 min  | angličtina              |
| Imperial Dreams                            | —                                    | drama            | 3. února 2017      | 87 min  | angličtina              |
| I Don't Feel at Home in This World Anymore | —                                    | drama            | 24. února 2017     | 96 min  | angličtina              |
| Burning Sands                              | Pekelný rituál                       | drama            | 10. března 2017    | 102 min | angličtina              |
| Deidra & Laney Rob a Train                 | —                                    | drama            | 17. března 2017    | 94 min  | angličtina              |
| The Most Hated Woman in America            | —                                    | drama            | 24. března 2017    | 92 min  | angličtina              |
| The Discovery                              | —                                    | sci-fi           | 31. března 2017    | 102 min | angličtina              |
| Sand Castle                                | Hrad z písku                         | válečný          | 21. dubna 2017     | 113 min | angličtina              |
| Tramps                                     | —                                    | romantické drama | 21. dubna 2017     | 83 min  | angličtina              |
| Blame!                                     | —                                    | animované sci-fi | 20. května 2017    | 106 min | japonština              |
| Shimmer Lake                               | —                                    | thriller         | 9. června 2017     | 86 min  | angličtina              |
| You Get Me                                 | V hrsti                              | thriller         | 23. června 2017    | 89 min  | angličtina              |
| Okja                                       | —                                    | sci-fi           | 28. června 2017    | 121 min | angličtina / korejština |
| To the Bone                                | Na kost                              | drama            | 14. července 2017  | 107 min | angličtina              |
| Death Note                                 | Death Note – Zápisník smrti          | horor            | 25. srpna 2017     | 100 min | angličtina              |
| First They Killed My Father                | Nejprve zabili mého otce             | drama            | 15. září 2017      | 136 min | angličtina / khmerština |
| Gerald’s Game                              | —                                    | thriller         | 29. září 2017      | 103 min | angličtina              |
| Our Souls at Night                         | Potmě ve dvou                        | romantické drama | 29. září 2017      | 103 min | angličtina              |
| The Meyerowitz Stories (New and Selected)  | Meyerowitzovic historky (nový výběr) | komediální drama | 13. října 2017     | 112 min | angličtina              |
| 1922                                       | —                                    | hororové drama   | 20. října 2017     | 102 min | angličtina              |
| Wheelman                                   | Muž za volantem                      | akční drama      | 20. října 2017     | 88 min  | angličtina              |
| O Matador                                  | The Killer                           | westerm          | 10. listopadu 2017 | 99 min  | portugalština           |
| Christmas Inheritance                      | Vánoční dědictví                     | romantické drama | 15. prosince 2017  | 104 min | angličtina              |
| Bright                                     | —                                    | urban fantasy    | 22. prosince 2017  | 117 min | angličtina              |

### 2018
| Originální název                     | Český název                      | Žánr                   | Premiéra           | Délka   | Jazyk                                |
| ------------------------------------ | -------------------------------- | ---------------------- | ------------------ | ------- | ------------------------------------ |
| The Open House                       | Dům na prodej                    | thriller               | 18. ledna 2018     | 94 min  | angličtina                           |
| The Cloverfield Paradox              | —                                | sci-fi                 | 4. února 2018      | 102 min | angličtina                           |
| Irreplaceable You                    | Jsi nenahraditelná               | drama                  | 16. února 2018     | 96 min  | angličtina                           |
| Mute                                 | —                                | mysteriózní sci-fi     | 23. února 2018     | 126 min | angličtina                           |
| The Outsider                         | Outsider                         | kriminální drama       | 9. března 2018     | 120 min | angličtina                           |
| Paradox                              | —                                | western / fantasy      | 23. března 2018    | 73 min  | angličtina                           |
| Roxanne Roxanne                      | —                                | životopisný            | 23. března 2018    | 98 min  | angličtina                           |
| First Match                          | —                                | sportovní              | 30. března 2018    | 102 min | angličtina                           |
| 6 Balloons                           | —                                | drama                  | 6. dubna 2018      | 75 min  | angličtina                           |
| Amateur                              | —                                | sportovní              | 6. dubna 2018      | 96 min  | angličtina                           |
| Come Sunday                          | —                                | životopisný            | 13. dubna 2018     | 106 min | angličtina                           |
| Sila Samayangalil                    | Sometimes                        | drama                  | 1. května 2018     | 101 min | tamilština                           |
| Rimetti a noi i nostri debiti        | Odpusť nám naše dluhy            | drama                  | 4. května 2018     | 104 min | italština                            |
| Cargo                                | —                                | dramatický horor       | 18. května 2018    | 104 min | angličtina                           |
| Lust Stories                         | Příběhy chtíče                   | drama                  | 15. června 2018    | 120 min | hindština                            |
| Calibre                              | —                                | thriller               | 29. června 2018    | 101 min | angličtina                           |
| Tau                                  | —                                | sci-fi thriller        | 29. června 2018    | 97 min  | angličtina                           |
| How It Ends                          | —                                | akční thriller         | 13. července 2018  | 113 min | angličtina                           |
| Extinction                           | Vyhubení                         | sci-fi thriller        | 27. července 2018  | 95 min  | angličtina                           |
| To All the Boys I've Loved Before    | Všem klukům, které jsem milovala | romantické drama       | 17. srpna 2018     | 99 min  | angličtina                           |
| La Femme la plus assassinée du monde | Nejvíckrát zavražděná            | thriller               | 7. září 2018       | 102 min | francouzština                        |
| Next Gen                             | Nová generace                    | animované sci-fi       | 7. září 2018       | 104 min | angličtina                           |
| Sulla mia pelle                      | Na vlastní kůži                  | kriminální drama       | 12. září 2018      | 100 min | italština                            |
| The Land of Steady Habits            | Země pevných zvyklostí           | drama                  | 14. září 2018      | 98 min  | angličtina                           |
| The Angel                            | —                                | thriller               | 14. září 2018      | 114 min | angličtina / arabština / hebrejština |
| Hold the Dark                        | Zastavte temnotu                 | thriller               | 28. září 2018      | 125 min | angličtina                           |
| Private Life                         | —                                | drama                  | 5. října 2018      | 124 min | angličtina                           |
| 22 July                              | 22. července                     | drama                  | 10. října 2018     | 144 min | angličtina                           |
| Apostle                              | Apoštol                          | hororový thriller      | 2. října 2018      | 129 min | angličtina                           |
| The Night Comes for Us               | Jde si pro nás noc               | akční thriller         | 19. října 2018     | 121 min | indonéština                          |
| Been So Long                         | —                                | muzikál                | 26. října 2018     | 100 min | angličtina                           |
| The Other Side of the Wind           | Odvrácená strana větru           | drama                  | 2. listopadu 2018  | 122 min | angličtina                           |
| Outlaw King                          | Král psanec                      | historické drama       | 9. listopadu 2018  | 121 min | angličtina                           |
| Cam                                  | Holka z livechatu                | psychologický horor    | 16. listopadu 2018 | 94 min  | angličtina                           |
| The Ballad of Buster Scruggs         | Balada o Busterovi Scruggsovi    | western                | 16. listopadu 2018 | 132 min | angličtina                           |
| Mowgli: Legend of the Jungle         | Mauglí – příběh džungle          | dobrodružný            | 4. prosince 2018   | 104 min | angličtina                           |
| Roma                                 | —                                | drama                  | 14. prosince 2018  | 135 min | španělština                          |
| Bird Box                             | V pasti                          | psychologický thriller | 21. prosince 2018  | 124 min | angličtina                           |

### 2019
| Originální název                           | Český název                                  | Žánr               | Premiéra           | Délka   | Jazyk         |
| ------------------------------------------ | -------------------------------------------- | ------------------ | ------------------ | ------- | ------------- |
| IO                                         | —                                            | dramatické sci-fi  | 18. ledna 2019     | 95 min  | angličtina    |
| Soni                                       | —                                            | kriminální drama   | 18. ledna 2019     | 97 min  | hindština     |
| Polar                                      | —                                            | thriller           | 25. ledna 2019     | 118 min | angličtina    |
| Velvet Buzzsaw                             | —                                            | thriller           | 1. února 2019      | 112 min | angličtina    |
| High Flying Bird                           | Vysoko letící pták                           | sportovní drama    | 8. února 2019      | 90 min  | angličtina    |
| Firebrand                                  | Obhájkyně                                    | drama              | 22. února 2019     | 112 min | maráthština   |
| Paris est à nous                           | Paříž jsme my                                | romantické drama   | 22. února 2019     | 83 min  | francouzština |
| Paddleton                                  | —                                            | dramatická komedie | 22. února 2019     | 89 min  | angličtina    |
| Walk. Ride. Rodeo.                         | Chůze. Jízda. Rodeo.                         | drama              | 8. března 2019     | 99 min  | angličtina    |
| Juanita                                    | —                                            | drama              | 8. března 2019     | 90 min  | angličtina    |
| Triple Frontier                            | Trojí hranice                                | akční thriller     | 13. března 2019    | 125 min | angličtina    |
| The Dirt                                   | Hnüs                                         | životopisný        | 22. března 2019    | 108 min | angličtina    |
| The Highwaymen                             | Dálniční hlídka                              | kriminální drama   | 29. března 2019    | 131 min | angličtina    |
| ¿A quién te llevarías a una isla desierta? | Koho byste vzali na opuštěný ostrov?         | drama              | 12. dubna 2019     | 93 min  | španělština   |
| Music Teacher                              | Učitel hudby                                 | drama              | 19. dubna 2019     | 101 min | hindština     |
| Good Sam                                   | Dobrý Sam                                    | drama              | 16. května 2019    | 89 min  | angličtina    |
| See You Yesterday                          | Na shledanou včera                           | sci-fi             | 17. května 2019    | 87 min  | angličtina    |
| Rim of the World                           | Kraj světa                                   | dobrodružné sci-fi | 24. května 2019    | 98 min  | angličtina    |
| The Perfection                             | Dokonalost                                   | hororový thriller  | 24. května 2019    | 90 min  | angličtina    |
| Elisa y Marcela                            | Elisa a Marcela                              | romantické drama   | 7. června 2019     | 118 min | španělština   |
| Beats                                      | —                                            | drama              | 19. června 2019    | 10 min  | angličtina    |
| Point Blank                                | O život                                      | akční drama        | 12. července 2019  | 86 min  | angličtina    |
| Secret Obsession                           | Tajná posedlost                              | thriller           | 18. července 2019  | 97 min  | angličtina    |
| The Red Sea Diving Resort                  | Operace Brothers                             | špionážní thriller | 31. července 2019  | 130 min | angličtina    |
| In the Shadow of the Moon                  | V měsíčním světle                            | thriller           | 27. září 2019      | 115 min | angličtina    |
| In the Tall Grass                          | Ve vysoké trávě                              | horor              | 4. října 2019      | 101 min | angličtina    |
| El Camino: A Breaking Bad Movie            | El Camino: Film podle seriálu Perníkový táta | kriminální drama   | 11. října 2019     | 122 min | angličtina    |
| Fractured                                  | Roztříštění                                  | thriller           | 11. října 2019     | 100 min | angličtina    |
| Ai-naki Mori de Sakebe                     | Les lásky                                    | drama              | 11. října 2019     | 151 min | japonština    |
| Banlieusards                               | Řeč ulice                                    | drama              | 12. května 2019    | 96 min  | francouzština |
| Eli                                        | Eli                                          | horor              | 18. října 2019     | 98 min  | angličtina    |
| Diecisiete                                 | Těžkých sedmnáct                             | coming of age      | 18. října 2019     | 99 min  | španělština   |
| The Laundromat                             | Prací automat                                | komediální drama   | 18. října 2019     | 98 min  | angličtina    |
| Upstarts                                   | —                                            | drama              | 18. října 2019     | 112 min | hindština     |
| Dolemite Is My Name                        | Jmenuju se Dolemite                          | životopisné drama  | 25. října 2019     | 118 min | angličtina    |
| Rattlesnake                                | Chřestýš                                     | horor              | 25. října 2019     | 85 min  | angličtina    |
| The King                                   | Král                                         | historické drama   | 1. listopadu 2019  | 133 min | angličtina    |
| American Son                               | Americké dítě                                | drama              | 1. listopadu 2019  | 90 min  | angličtina    |
| Drive                                      | —                                            | akční drama        | 1. listopadu 2019  | 147 min | hindština     |
| L'uomo senza gravità                       | Muž bez tíže                                 | drama              | 1. listopadu 2019  | 107 min | italština     |
| Earthquake Bird                            | Kde se země chvěje                           | mysteriózní        | 15. listopadu 2019 | 107 min | angličtina    |
| The Irishman                               | Irčan                                        | kriminální drama   | 27. listopadu 2019 | 209 min | angličtina    |
| Dead Kids                                  | Mrtvý děcka                                  | thriller           | 1. prosince 2019   | 94 min  | filipínština  |
| Marriage Story                             | Manželská historie                           | komediální drama   | 6. prosince 2019   | 136 min | angličtina    |
| 6 Underground                              | 6 underground: Tajné operace                 | akční drama        | 13. prosince 2019  | 128 min | angličtina    |
| The Two Popes                              | Dva papežové                                 | drama              | 20. prosince 2019  | 125 min | angličtina    |
| The App                                    | Aplikace                                     | sci-fi drama       | 26. prosince 2019  | 79 min  | italština     |

### 2020
| Originální název                    | Český název                    | Žánr                   | Premiéra           | Délka   | Jazyk                                          |
| ----------------------------------- | ------------------------------ | ---------------------- | ------------------ | ------- | ---------------------------------------------- |
| Ghost Stories                       | Příběhy duchů                  | hororová antologie     | 1. ledna 2020      | 144 min | hindština                                      |
| A Fall from Grace                   | Zkáza paní Grace               | thriller               | 17. ledna 2020     | 120 min | angličtina                                     |
| Horse Girl                          | Holka od koní                  | drama                  | 7. února 2020      | 124 min | angličtina                                     |
| The Last Thing He Wanted            | To poslední, co chtěl          | politický thriller     | 21. února 2020     | 115 min | angličtina                                     |
| Yeh Ballet                          | —                              | drama                  | 21. února 2020     | 117 min | hindština                                      |
| Guilty                              | Vina                           | thriller               | 6. března 2020     | 119 min | hindština                                      |
| Lost Girls                          | Ztracené dívky                 | kriminální drama       | 13. března 2020    | 95 min  | angličtina                                     |
| Ultras                              | —                              | sportovní              | 20. března 2020    | 108 min | italština                                      |
| Hogar                               | Kde jsem doma                  | thriller               | 25. března 2020    | 103 min | španělština                                    |
| Jusqu'au déclin                     | Za každou cenu přežít          | thriller               | 27. března 2020    | 83 min  | francouzština                                  |
| Uncorked                            | Nalijme si čistého vína        | drama                  | 27. března 2020    | 103 min | angličtina                                     |
| Tigertail                           | Ocas tygra                     | drama                  | 10. dubna 2020     | 91 min  | angličtina, tchajwanština, standardní čínština |
| La Terre et le sang                 | Země a krev                    | akční                  | 17. dubna 2020     | 80 min  | francouzština                                  |
| Sergio                              | —                              | životopisný            | 17. dubna 2020     | 118 min | angličtina                                     |
| Sanyangeui sigan                    | Čas lovit                      | thriller               | 23. dubna 2020     | 134 min | korejština                                     |
| Extraction                          | Vyproštění                     | akční                  | 24. dubna 2020     | 117 min | angličtina, hindština, bengálština             |
| Dangerous Lies                      | Nebezpečné lži                 | drama                  | 30. dubna 2020     | 97 min  | angličtina                                     |
| All Day and a Night                 | Život za mřížemi               | drama                  | 1. května 2020     | 121 min | angličtina                                     |
| Mrs. Serial Killer                  | Paní sériová vražedkyně        | thriller               | 1. května 2020     | 106 min | hindština                                      |
| Ya no estoy aqui                    | Už tady nejsem                 | drama                  | 27. května 2020    | 105 min | španělština                                    |
| La Corazonada                       | Tušení                         | thriller               | 28. května 2020    | 116 min | španělština                                    |
| Choked: Paisa Bolta Hai             | Zadušení: Řeč peněz            | drama                  | 5. června 2020     | 114 min | hindština                                      |
| The Last Days of American Crime     | Konec zločinu v Americe        | thriller               | 5. června 2020     | 149 min | angličtina                                     |
| Da 5 Bloods                         | Bratrstvo pěti                 | válečné drama          | 12. června 2020    | 155 min | angličtina                                     |
| Balle perdue                        | Ztracená kulka                 | thriller               | 19. června 2020    | 92 min  | francouzština                                  |
| Bulbbul                             | —                              | horor                  | 24. června 2020    | 94 min  | hindština                                      |
| Nadie sabe que estoy aquí           | Nikdo neví, že tu jsem         | drama                  | 24. června 2020    | 91 min  | španělština                                    |
| Fatal Affair                        | Zákeřná setkání                | drama                  | 16. července 2020  | 89 min  | angličtina                                     |
| Ofrenda a la tormenta               | Oběť bouři                     | thriller               | 24. července 2020  | 139 min | španělština                                    |
| Cidade Pássaro                      | Shine Your Eyes                | drama                  | 29. července 2020  | 102 min | angličtina, portugalština                      |
| Gunjan Saxena: The Kargil Girl      | Vojenská pilotka               | drama                  | 12. srpna 2020     | 112 min | hindština                                      |
| Project Power                       | Projekt Power                  | sci-fi, thriller       | 14. srpna 2020     | 111 min | angličtina                                     |
| Crímenes de familia                 | Zločin v rodině                | krimi, drama           | 20. srpna 2020     | 99 min  | španělština                                    |
| Fuego negro                         | Síly z temnot                  | thriller               | 21. srpna 2020     | 100 min | španělština                                    |
| Class of '83                        | Třída roku 83                  | thriller               | 21. srpna 2020     | 98 min  | hindština                                      |
| Orígenes secretos                   | Původ neznámý                  | thriller               | 28. srpna 2020     | 96 min  | španělština                                    |
| All Together Now                    | Pohromadě                      | drama                  | 28. srpna 2020     | 92 min  | angličtina                                     |
| Freaks – Du bist eine von uns       | Freaks: Jedni z nás            | fantasy drama          | 2. září 2020       | 92 min  | němčina                                        |
| I'm Thinking of Ending Things       | Asi to ukončím                 | psychologický thriller | 4. září 2020       | 134 min | angličtina                                     |
| The Devil All the Time              | Ďábel                          | drama                  | 16. září 2020      | 148 min | angličtina                                     |
| El practicante                      | Zdravotník                     | thriller               | 16. září 2020      | 94 min  | španělština                                    |
| Dolly Kitty Aur Woh Chamakte Sitare | Dolly, Kitty a zářící hvězdy   | drama                  | 18. září 2020      | 130 min | hindština                                      |
| Enola Holmes                        | Enola Holmesová                | mysteriózní            | 23. září 2020      | 123 min | angličtina                                     |
| The Boys in the Band                | Kluci z party                  | drama                  | 30. září 2020      | 121 min | angličtina                                     |
| Òlòtūré                             | Oloturé                        | kriminální drama       | 2. října 2020      | 106 min | angličtina                                     |
| Serious Men                         | Vážení pánové                  | drama                  | 2. října 2020      | 114 min | hindština                                      |
| Il legame                           | Kletba z jihu                  | drama                  | 2. října 2020      | 93 min  | italština                                      |
| Seperti Hujan Yang Jatuh Ke Bumi    | Jako déšť                      | drama / romantický     | 15. října 2020     | 86 min  | indonéština                                    |
| The Trial of the Chicago 7          | Chicagský tribunál             | drama                  | 16. října 2020     | 129 min | angličtina                                     |
| Rebecca                             | Rebeka                         | romantický thriller    | 21. října 2020     | 121 min | angličtina                                     |
| Cadaver                             | Kadáver                        | horor                  | 22. října 2020     | 86 min  | norština                                       |
| W lesie dziś nie zaśnie nikt        | Dnes v noci v lese nikdo nespí | horor                  | 28. října 2020     | 92 min  | polština                                       |
| Bronx                               | Drsný město                    | kriminální drama       | 30. října 2020     | 116 min | francouzština                                  |
| His House                           | Jeho dům                       | thriller               | 30. října 2020     | 93 min  | angličtina                                     |
| Kaali Khuhi                         | Černá studna                   | mystery                | 30. října 2020     | 90 min  | hindština                                      |
| Menéndez: El día del Señor          | Den Páně                       | drama                  | 30. října 2020     | 93 min  | španělština                                    |
| Citation                            | Citát                          | drama                  | 5. listopadu 2020  | 151 min | angličtina / francouzština                     |
| Was wir wollten                     | Smysl života                   | drama                  | 11. listopadu 2020 | 93 min  | němčina                                        |
| La vita davanti a sé                | Život před sebou               | drama                  | 13. listopadu 2020 | 95 min  | italština                                      |
| Hillbilly Elegy                     | Americká elegie                | drama                  | 24. listopadu 2020 | 116 min | angličtina                                     |
| El Cuaderno de Tomy                 | Tomyho zápisník                | drama                  | 24. listopadu 2020 | 84 min  | španělština                                    |
| Mosul                               | —                              | válečné drama          | 26. listopadu 2020 | 101 min | arabština                                      |
| Call                                | Telefon                        | drama                  | 27. listopadu 2020 | 112 min | korejština                                     |
| La belva                            | Bestie                         | drama                  | 27. listopadu 2020 | 99 min  | italština                                      |
| Finding Agnes                       | —                              | drama                  | 30. listopadu 2020 | 105 min | filipínština                                   |
| Mank                                | —                              | životopisný            | 4. prosince 2020   | 131 min | angličtina                                     |
| Wir können nicht anders             | Vánoční přestřelka             | thriller               | 4. prosince 2020   | 106 min | němčina                                        |
| Ma Rainey's Black Bottom            | Ma Rainey – matka blues        | drama                  | 18. prosince 2020  | 94 min  | angličtina                                     |
| The Midnight Sky                    | Půlnoční nebe                  | sci-fi                 | 23. prosince 2020  | 122 min | angličtina                                     |
| AK vs AK                            | —                              | drama                  | 24. prosince 2020  | 108 min | hindština                                      |

### 2021
| Originální název                  | Český název                       | Žánr                           | Premiéra           | Délka   | Jazyk                            |
| --------------------------------- | --------------------------------- | ------------------------------ | ------------------ | ------- | -------------------------------- |
| Pieces of a Woman                 | Střípky ženy                      | drama                          | 7. ledna 2021      | 126 min | angličtina                       |
| Azizler                           | Vyloučený                         | drama                          | 8. ledna 2021      | 96 min  | turečtina                        |
| Tribhanga – Tedhi Medhi Crazy     | Tribhanga – cikcak na třetí       | drama                          | 15. ledna 2021     | 95 min  | hindština                        |
| Outside the Wire                  | Za čárou                          | akční / sci-fi                 | 15. ledna 2021     | 114 min | angličtina                       |
| The White Tiger                   | Bílý tygr                         | drama                          | 22. ledna 2021     | 131 min | angličtina                       |
| Bajocero                          | Pod bodem mrazu                   | akční / thriller               | 29. ledna 2021     | 106 min | španělština                      |
| The Dig                           | Vykopávky                         | drama                          | 29. ledna 2021     | 112 min | angličtina                       |
| Malcolm & Marie                   | Malcolm a Marie                   | romantické drama               | 5. února 2021      | 106 min | angličtina                       |
| L'ultimo paradiso                 | Poslední Paradiso                 | romantické drama               | 5. února 2021      | 107 min | italština                        |
| Space Sweepers                    | Čističi vesmíru                   | sci-fi                         | 5. února 2021      | 136 min | korejština                       |
| Red Dot                           | Červená tečka                     | thriller                       | 11. února 2021     | 85 min  | švédština                        |
| The Girl on the Train             | Dívka ve vlaku                    | thriller                       | 26. února 2021     | 112 min | hindština                        |
| Moxie                             | Ranařky                           | drama                          | 3. března 2021     | 111 min | angličtina                       |
| Sentinelle                        | Stráž                             | drama                          | 5. března 2021     | 70 min  | francouzština                    |
| Kagittan Hayatlar                 | Papírový život                    | drama                          | 12. března 2021    | 96 min  | turečtina                        |
| Sulla Stessa Onda                 | Chytla nás vlna                   | romantické teen drama          | 25. března 2021    | 99 min  | italština                        |
| Pagglait                          | Podivínka                         | komediální drama               | 26. března 2021    | 114 min | hindština                        |
| Concrete Cowboy                   | Betonový kovboj                   | drama                          | 2. dubna 2021      | 111 min | angličtina                       |
| Madame Claude                     | Madam Claude                      | drama                          | 2. dubna 2021      | 112 min | francouzština                    |
| Night in Paradise                 | Noc v ráji                        | drama                          | 9. dubna 2021      | 132 min | korejština                       |
| Ride or Die                       | Nadosmrti                         | psychologický thriller / drama | 15. dubna 2021     | 142 min | japonština                       |
| Ajeeb Daastaans                   | Neobyčejné příběhy                | drama                          | 16. dubna 2021     | 141 min | hindština                        |
| Things Heard and Seen             | Co jsme viděli, co jsme slyšeli   | horor                          | 29. dubna 2021     | 119 min | angličtina                       |
| The Disciple                      | Žák                               | drama                          | 30. dubna 2021     | 127 min | maráthština                      |
| Milestone                         | Milník                            | drama                          | 7. května 2021     | 98 min  | hindština                        |
| Monster                           | —                                 | drama                          | 7. května 2021     | 98 min  | angličtina                       |
| Oxygène                           | Kyslík                            | sci-fi / thriller              | 12. května 2021    | 101 min | francouzština                    |
| Ferry                             | —                                 | krimi drama                    | 14. května 2021    | 106 min | nizozemština                     |
| I Am All Girls                    | Jsem VŠECHNY DÍVKY                | thriller                       | 14. května 2021    | 107 min | angličtina                       |
| The Woman in the Window           | Žena v okně                       | psychologický thriller         | 14. května 2021    | 100 min | angličtina                       |
| Army of the Dead                  | Armáda mrtvých                    | zombie heist                   | 21. května 2021    | 146 min | angličtina                       |
| Il Divin Codino                   | Baggio: Božský copánek            | životopisný                    | 26. května 2021    | 91 min  | italština                        |
| Ghost Lab                         | —                                 | horor                          | 26. května 2021    | 117 min | thajština                        |
| Blue Miracle                      | Modrý zázrak                      | drama                          | 27. května 2021    | 95 min  | angličtina                       |
| Dancing Queens                    | —                                 | drama                          | 3. června 2021     | 111 min | švédština                        |
| Sweet & Sour                      | Láska sladká i kyselá             | romantické drama               | 4. června 2021     | 102 min | korejština                       |
| Xtremo                            | Xtreme                            | akční                          | 4. června 2021     | 112 min | španělština                      |
| Selva trágica                     | Osudná džungle                    | drama                          | 9. června 2021     | 96 min  | španělština                      |
| Awake                             | Probuzení                         | sci-fi thriller                | 9. června 2021     | 96 min  | angličtina                       |
| Skater Girl                       | Skejťačka                         | sportovní drama                | 11. června 2021    | 107 min | hindština                        |
| Ali & Ratu Ratu Queens            | Ali a královny                    | komediální drama               | 17. června 2021    | 100 min | indonéština                      |
| Jagame Thandhiram                 | Mezi dobrem a zlem                | akční thriller                 | 18. června 2021    | 157 min | tamilština                       |
| Prime Time                        | —                                 | thriller/drama                 | 30. června 2021    | 93 min  | polština                         |
| The 8th Night                     | Osmá noc                          | thriller                       | 2. července 2021   | 115 min | korejština                       |
| Haseen Dillruba                   | Krása, která uchvátila srdce      | thriller                       | 2. července 2021   | 135 min | hindština                        |
| Fear Street Part 1: 1994          | Ulice strachu – 1. část: 1994     | teen horor                     | 2. července 2021   | 107 min | angličtina                       |
| Fear Street Part 2: 1978          | Ulice strachu – 2. část: 1978     | slasher                        | 9. července 2021   | 109 min | angličtina                       |
| Geçen Yaz                         | Loni v létě                       | romantické drama               | 9. července 2021   | 101 min | turečtina                        |
| A Classic Horror Story            | Klasický horor                    | horor                          | 14. července 2021  | 95 min  | angličtina                       |
| Fear Street Part 3: 1666          | Ulice strachu – 3. část: 1666     | supernatural horor             | 16. července 2021  | 113 min | angličtina                       |
| Deep                              | –                                 | sci-fi                         | 16. července 2021  | 110 min | thajština                        |
| Blood Red Sky                     | Krvavě rudé nebe                  | thriller                       | 23. července 2021  | 121 min | němčina                          |
| Bartkowiak                        | —                                 | akční                          | 28. července 2021  | 91 min  | polština                         |
| Beckett                           | —                                 | akční thriller                 | 13. srpna 2021     | 108 min | angličtina                       |
| Schwarze Insel                    | Černý ostrov                      | thriller                       | 18. srpna 2021     | 104 min | němčina                          |
| Sweet Girl                        | —                                 | akční                          | 20. srpna 2021     | 96 min  | angličtina                       |
| JJ+E                              | —                                 | romantický                     | 8. září 2021       | 91 min  | švédština                        |
| Prey                              | Rozlučka                          | thriller                       | 10. září 2021      | 87 min  | němčina                          |
| Kate                              | —                                 | akční/thriller                 | 10. září 2021      | 107 min | angličtina                       |
| Nightbooks                        | Strašidelné příběhy na dobrou noc | fantasy / horor                | 15. září 2021      | 100 min | angličtina                       |
| Ankahi Kahaniya                   | Nevyřčené příběhy                 | nezávislý film                 | 17. září 2021      | 110 min | hindština                        |
| Confissões de uma Garota Excluída | Zpověď neviditelné dívky          | drama                          | 22. září 2021      | 91 min  | portugalština                    |
| Intrusion                         | Vpád                              | thriller                       | 22. září 2021      | 93 min  | angličtina                       |
| No One Gets Out Alive             | Nikdo nevyvázne živý              | horor                          | 29. září 2021      | 85 min  | angličtina                       |
| Diana                             | Diana: Muzikál                    | muzikál                        | 1. října 2021      | 117 min | angličtina                       |
| The Guilty                        | Viník                             | thriller                       | 1. října 2021      | 90 min  | angličtina                       |
| Forever Rich                      | Ve vatě                           | thriller                       | 1. října 2021      | 90 min  | nizozemština                     |
| Swallow                           | Spolknout                         | drama                          | 1. října 2021      | 128 min | angličtina / pidžin / jorubština |
| There's Someone Inside Your House | Máš někoho doma                   | slasher                        | 6. října 2021      | 96 min  | angličtina                       |
| Kin                               | Zášť                              | thriller                       | 8. října 2021      | 106 min | turečtina                        |
| Mio fratello mia sorella          | Brácha a ségra                    | drama                          | 8. října 2021      | 110 min | italština                        |
| Bright: Samurai Soul              | Bright: Duše samuraje             | anime / fantasy                | 12. října 2021     | 80 min  | japonština                       |
| Distancia de rescate              | Mimo dosah                        | drama                          | 13. října 2021     | 93 min  | španělština                      |
| Hyacinth                          | Hyacint                           | drama                          | 13. října 2021     | 112 min | polština                         |
| A World Without                   | Prázdný svět                      | sci-fi / teen drama            | 14. října 2021     | 106 min | indonéština                      |
| De slag om de Schelde             | Bitva v ústí Šeldy                | válečné drama                  | 15. října 2021     | 127 min | nizozemština                     |
| Night Teeth                       | Noční zuby                        | thriller                       | 20. října 2021     | 107 min | angličtina                       |
| Hypnotic                          | —                                 | thriller                       | 27. října 2021     | 88 min  | angličtina                       |
| W lesie dziś nie zaśnie nikt 2    | Dnes v noci v lese nikdo nespí 2  | horor                          | 27. října 2021     | 96 min  | polština                         |
| Army of Thieves                   | Armáda lupičů                     | krimi                          | 29. října 2021     | 127 min | angličtina                       |
| The Harder They Fall              | Tím tvrdší je pád                 | western                        | 3. listopadu 2021  | 137 min | angličtina                       |
| We Couldn't Become Adults         | Nemohli jsme dospět               | romantické drama               | 5. listopadu 2021  | 124 min | japonština                       |
| Yara'                             | Yaro, kde jsi?                    | sociální drama                 | 5. listopadu 2021  | 96 min  | italština                        |
| Passing                           | Přebíhání                         | drama                          | 10. listopadu 2021 | 98 min  | angličtina                       |
| 7 Prisioneiros                    | Sedm vězněných                    | drama                          | 11. listopadu 2021 | 94 min  | portugalština                    |
| Dhamaka                           | Bomba                             | akční thriller                 | 19. listopadu 2021 | 104 min | hindština                        |
| Beni Çok Sev                      | Měj mě taky rád                   | drama                          | 19. listopadu 2021 | 124 min | turečtina                        |
| Tick, tick… BOOM!                 | —                                 | muzikál                        | 19. listopadu 2021 | 115 min | angličtina                       |
| Bruised                           | Modřiny                           | drama                          | 24. listopadu 2021 | 129 min | angličtina                       |
| The Power of the Dog              | Síla psa                          | drama                          | 1. prosince 2021   | 127 min | angličtina                       |
| The Whole Truth                   | Pravda z díry                     | horor                          | 2. prosince 2021   | 125 min | thajština                        |
| Mixtape                           | Směska                            | coming-of-age drama            | 3. prosince 2021   | 93 min  | angličtina                       |
| Asakusa Kid                       | —                                 | drama                          | 9. prosince 2021   | 122 min | japonština                       |
| The Unforgivable                  | V nemilosti                       | drama                          | 10. prosince 2021  | 112 min | angličtina                       |
| È stata la mano di Dio            | Boží ruka                         | drama                          | 15. prosince 2021  | 129 min | italština                        |
| Minnal Murali                     | Blesk Murali                      | superhrdinský                  | 24. prosince 2021  | 158 min | malajálamština                   |

### 2022
| Originální název                  | Český název                         | Žánr                         | Premiéra           | Délka   | Jazyk         |
| --------------------------------- | ----------------------------------- | ---------------------------- | ------------------ | ------- | ------------- |
| El páramo                         | Stín samoty                         | horor                        | 6. ledna 2022      | 92 min  | španělština   |
| Jak pokochalam gangstera          | Jak jsem se zamilovala do gangstera | drama                        | 12. ledna 2022     | 179 min | polština      |
| Photocopier                       | U kopírky                           | coming-of-age drama          | 13. ledna 2022     | 131 min | indonéština   |
| Brazen                            | Stud stranou                        | romantický thriller          | 13. ledna 2022     | 94 min  | angličtina    |
| Amandla                           | –                                   | drama                        | 21. ledna 2022     | 106 min | angličtina    |
| Munich: The Edge of War           | Mnichov: Na prahu války             | historický / thriller        | 21. ledna 2022     | 129 min | angličtina    |
| Babamin Kemani                    | Housle mého otce                    | drama                        | 21. ledna 2022     | 112 min | turečtina     |
| Looop Lapeta                      | Nekonečná smyčka                    | romantický thriller          | 4. února 2022      | 131 min | hindština     |
| A través de mi ventana            | Láska přes okno                     | drama                        | 4. února 2022      | 112 min | španělština   |
| Das Privileg                      | Privilegium                         | horor                        | 9. února 2022      | 107 min | němčina       |
| Pod wiatr                         | Láska vlny přenáší                  | romantické drama             | 10. února 2022     | 107 min | polština      |
| Fistful of Vengeance              | Pěstní msta                         | supernatural drama           | 17. února 2022     | 95 min  | angličtina    |
| Texas Chainsaw Massacre           | Texaský masakr motorovou pilou      | horor                        | 18. února 2022     | 81 min  | angličtina    |
| UFO                               | Zapomeň na UFO                      | drama                        | 23. února 2022     | 109 min | turečtina     |
| Sans répit                        | Bez přestání                        | akční thriller               | 25. února 2022     | 95 min  | francouzština |
| Against the Ice                   | Proti ledu                          | drama                        | 2. března 2022     | 102 min | angličtina    |
| The Weekend Away                  | Víkendový útěk                      | thriller                     | 3. března 2022     | 89 min  | angličtina    |
| Il filo invisibile                | Neviditelná nit                     | komediální drama             | 4. března 2022     | 90 min  | italština     |
| The Adam Project                  | Projekt Adam                        | sci-fi                       | 11. března 2022    | 106 min | angličtina    |
| Rescued by Ruby                   | Ruby záchranářka                    | rodinný                      | 17. března 2022    | 90 min  | angličtina    |
| Svart krabba                      | Černý krab                          | thriller                     | 18. března 2022    | 112 min | švédština     |
| Windfall                          | Kapky                               | thriller                     | 18. března 2022    | 92 min  | angličtina    |
| Love Like the Falling Petals      | Odkvétání                           | drama                        | 24. března 2022    | 128 min | japonština    |
| Granizo                           | Krupobití                           | drama                        | 30. března 2022    | 118 min | španělština   |
| Battle: Freestyle                 | —                                   | romantické drama             | 1. dubna 2022      | 88 min  | norština      |
| Cobalt Blue                       | Kobaltová modř                      | romantické drama             | 2. dubna 2022      | 112 min | hindština     |
| Las niñas de cristal              | Křehké jako křišťál                 | drama                        | 8. dubna 2022      | 139 min | španělština   |
| Metal Lords                       | Metaloví lordi                      | hudební drama                | 8. dubna 2022      | 98 min  | angličtina    |
| Yaksha: Ruthless Operations       | Jakša: Nekompromisní operace        | špionážní                    | 8. dubna 2022      | 125 min | korejština    |
| Choose Or Die                     | Rozhodnutí nebo život               | drama                        | 15. dubna 2022     | 84 min  | angličtina    |
| Man of God                        | Zbožný člověk                       | drama                        | 16. dubna 2022     | 111 min | angličtina    |
| La svolta                         | Bod zvratu                          | drama                        | 20. dubna 2022     | 90 min  | italština     |
| 365 dni: Ten dzień                | 365 dní: Ten den                    | erotický thriller            | 27. dubna 2022     | 111 min | polština      |
| Silverton Siege                   | Silverton v obležení                | akční thriller               | 27. dubna 2022     | 101 min | angličtina    |
| Along for the Ride                | Letní úlet                          | drama                        | 22. dubna 2022     | 106 min | angličtina    |
| Thar                              | Thár                                | western thriller             | 6. května 2022     | 108 min | hindština     |
| Toscana                           | —                                   | drama                        | 18. května 2022    | 90 min  | dánština      |
| Godspeed                          | Užij si výlet                       | drama                        | 23. května 2022    | 119 min | turečtina     |
| Interceptor                       | —                                   | akční drama                  | 3. června 2022     | 98 min  | angličtina    |
| Hustle                            | Životní trefa                       | sportovní drama              | 8. června 2022     | 116 min | angličtina    |
| Trees of Peace                    | Stromy a mír                        | drama                        | 10. června 2022    | 98 min  | angličtina    |
| Centauro                          | —                                   | akční thriller               | 15. června 2022    | 90 min  | španělština   |
| La Ira de Dios                    | Hněv Boží                           | thriller                     | 15. června 2022    | 97 min  | španělština   |
| Spiderhead                        | —                                   | sci-fi akční thriller        | 17. června 2022    | 107 min | angličtina    |
| Askin Kiyameti                    | Zhouba lásky                        | drama                        | 20. června 2022    | 100 min | turečtina     |
| Beauty                            | —                                   | drama                        | 29. června 2022    | 94 min  | angličtina    |
| Les Liaisons Dangereuses          | Nebezpečné známosti                 | romantické drama             | 8. července 2022   | 109 min | francouzština |
| Jewel                             | Klenot                              | drama                        | 8. července 2022   | 80 min  | angličtina    |
| Für Jojo                          | Paula a Jojo                        | drama                        | 11. července 2022  | 90 min  | němčina       |
| Under the Amalfi Sun              | Pod žhavým sluncem: Amalfi          | drama                        | 13. července 2022  | 90 min  | italština     |
| Persuasion                        | Pýcha a přemlouvání                 | drama                        | 15. července 2022  | 109 min | angličtina    |
| The Gray Man                      | —                                   | špionážní thriller           | 22. července 2022  | 122 min | angličtina    |
| Reccurence                        | Recidiva                            | thriller                     | 27. července 2022  | 116 min | španělština   |
| Carter                            | —                                   | akční                        | 5. srpna 2022      | 132 min | korejština    |
| The Next 365 Days                 | Dalších 365 dní                     | erotický thriller            | 19. srpna 2022     | 112 min | polština      |
| Loving Adults                     | Šťastně až do smrti                 | thriller                     | 26. srpna 2022     | 105 min | dánština      |
| Seoul Vibe                        | Tempo Soulu                         | akční                        | 26. srpna 2022     | 148 min | korejština    |
| I Came By                         | Jen na skok                         | thriller                     | 31. srpna 2022     | 110 min | angličtina    |
| The Festival of Troubadours       | Slavnost trubadúrů                  | drama                        | 2. září 2022       | 102 min | turečtina     |
| End of the Road                   | Tady cesta končí                    | thriller                     | 9. září 2022       | 89 min  | angličtina    |
| No Limit                          | Hluboce pod vlivem                  | thriller                     | 9. září 2022       | 118 min | francouzština |
| Broad Peak                        | —                                   | thriller                     | 14. září 2022      | 102 min | polština      |
| Jogi                              | —                                   | drama                        | 16. září 2022      | 116 min | hindština     |
| The Perfumier                     | Parfumér                            | kriminální drama             | 21. září 2022      | 96 min  | němčina       |
| A Jazzman's Blues                 | Jazzmanovo blues                    | drama                        | 23. září 2022      | 128 min | angličtina    |
| Lou                               | —                                   | thriller                     | 23. září 2022      | 107 min | angličtina    |
| Athena                            | —                                   | drama                        | 23. září 2022      | 97 min  | francouzština |
| Blonde                            | Blondýnka                           | životopisný                  | 28. září 2022      | 166 min | angličtina    |
| Aníkúlápó                         | —                                   | fantasy drama                | 30. září 2022      | 142 min | jorubština    |
| Rainbow                           | —                                   | fantasy drama                | 30. září 2022      | 117 min | angličtina    |
| Mr. Harrigan's Phone              | Telefon pana Harrigana              | horor                        | 5. října 2022      | 106 min | angličtina    |
| Jumping from High Places          | Stokrát si troufnu                  | drama                        | 5. října 2022      | 88 min  | italština     |
| Togo                              | —                                   | thriller                     | 5. října 2022      | 92 min  | španělština   |
| Doll House                        | Domeček pro panenky                 | drama                        | 7. října 2022      | 107 min | filipínština  |
| Old People                        | Starci                              | horor                        | 7. října 2022      | 100 min | němčina       |
| Luckiest Girl Alive               | Nejšťastnější holka pod sluncem     | mystery                      | 7. října 2022      | 115 min | angličtina    |
| The Stranger                      | Neznámí                             | thriller                     | 19. října 2022     | 117 min | angličtina    |
| 20th Century Girl                 | Holka z 20. století                 | romantický                   | 21. října 2022     | 121 min | korejština    |
| Hellhole                          | Pekelná díra                        | horor                        | 26. října 2022     | 89 min  | polština      |
| The Good Nurse                    | Dobrá sestra                        | drama                        | 26. října 2022     | 121 min | angličtina    |
| Beyond the Universe               | Náš skrytý vesmír                   | romantické drama             | 27. října 2022     | 126 min | portugalština |
| All Quiet on the Western Front    | Na západní frontě klid              | válečné drama                | 28. října 2022     | 147 min | němčina       |
| Cici                              | —                                   | drama                        | 28. října 2022     | 151 min | španělština   |
| Wild Is the Wind                  | Divoký je vítr                      | krimi drama                  | 28. října 2022     | 123 min | angličtina    |
| The Takeover                      | Kyberúnos                           | akční thriller               | 1. listopadu 2022  | 88 min  | nizozemština  |
| Lost Bullet 2                     | Ztracená kulka 2                    | akční                        | 10. listopadu 2022 | 98 min  | francouzština |
| Don't Leave                       | Neodcházej                          | drama                        | 11. listopadu 2022 | 107 min | turečtina     |
| Monica, O My Darling              | Moniko, miláčku                     | neo-noir komediální thriller | 11. listopadu 2022 | 129 min | hindština     |
| The Wonder                        | Irský zázrak                        | psychologické drama          | 16. listopadu 2022 | 103 min | angličtina    |
| Lesson Plan                       | Nebezpečná lekce                    | kriminální drama             | 23. listopadu 2022 | 101 min | polština      |
| The Swimmers                      | Plavkyně                            | drama                        | 23. listopadu 2022 | 134 min | angličtina    |
| The Noel Diary                    | Noelin deník                        | drama                        | 24. listopadu 2022 | 99 min  | angličtina    |
| A Man of Action                   | Muž činu                            | životopisný                  | 30. listopadu 2022 | 111 min | španělština   |
| My Name is Vendetta               | Moje jméno je Vendetta              | thriller                     | 30. listopadu 2022 | 90 min  | italština     |
| Qala                              | –                                   | drama                        | 1. prosince 2022   | 119 min | hindština     |
| Troll                             | Trol                                | akční drama                  | 1. prosince 2022   | 101 min | norština      |
| Lady Chatterley's Lover           | Milenec lady Chatterleyové          | romantické drama             | 2. prosince 2022   | 125 min | angličtina    |
| Burning Patience                  | Vroucí trpělivost                   | drama                        | 7. prosince 2022   | 90 min  | španělština   |
| Guillermo Del Toro's Pinocchio    | Pinocchio Guillerma del Tora        | stop motion hudební drama    | 9. prosince 2022   | 110 min | angličtina    |
| Glass Onion: A Knives Out Mystery | Na nože: Glass Onion                | záhadný                      | 23. prosince 2022  | 139 min | angličtina    |

### 2023
| Originální název                                  | Český název                      | Žánr                | Premiéra           | Délka         | Jazyk       |
| ------------------------------------------------- | -------------------------------- | ------------------- | ------------------ | ------------- | ----------- |
| The Pale Blue Eye                                 | Bledé modré oko                  | historický thriller | 6. ledna 2023      | 128 min       | angličtina  |
| Ruido                                             | Nenechat se umlčet               | drama               | 11. ledna 2023     | 95 min        | španělština |
| Dog Gone                                          | Ztratil se pes                   | rodinné drama       | 13. ledna 2023     | 95 min        | angličtina  |
| Alkhallat+                                        | —                                | satirický thriller  | 19. ledna 2023     | 117 min       | arabština   |
| Jung E                                            | ČUNG_E                           | akční               | 20. ledna 2023     | 99 min        | korejština  |
| Mission Majnu                                     | Operace Majnu                    | špionážní           | 20. ledna 2023     | 129 min       | hindština   |
| Připravované                                      |                                  |                     |                    |               |             |
| True Spirit                                       | Dívka a moře                     | drama               | 3. února 2023      | 109 min       | angličtina  |
| Infiesto                                          | —                                | thriller            | 3. února 2023      | 96 min        | španělština |
| 10 Days of a Good Man                             | Deset dnů dobrého muže           | drama               | 10. února 2023     | 124 min       | turečtina   |
| All the Places                                    | Sem a tam                        | komediální drama    | 14. února 2023     | 97 min        | španělština |
| Unlocked                                          | Odemčená identita                | thriller            | 17. února 2023     | 117 min       | korejština  |
| Call Me Chihiro                                   | Říkejte mi Čihiro                | drama               | 23. února 2023     | 131 min       | japonština  |
| Luther: The Fallen Sun                            | Luther: Pád z nebes              | drama               | 10. března 2023    | 128 min       | angličtina  |
| Black Clover: Sword of the Wizard King            | Black Clover: Meč Krále čarodějů | anime               | 31. března 2023    | bude oznámeno | japonština  |
| The Mother                                        | —                                | akční drama         | 12. května 2023    | bude oznámeno | angličtina  |
| Extraction 2                                      | Vyproštění 2                     | akční thriller      | 16. června 2023    | bude oznámeno | angličtina  |
| Heart of Stone                                    | —                                | špionážní thriller  | 11. srpna 2023     | bude oznámeno | angličtina  |
| Damsel                                            | —                                | fantasy             | 13. října 2023     | bude oznámeno | angličtina  |
| Pain Hustlers                                     | —                                | kriminální drama    | 27. října 2023     | bude oznámeno | angličtina  |
| The Killer                                        | —                                | sci-fi              | 10. listopadu 2023 | bude oznámeno | angličtina  |
| Leave the World Behind                            | —                                | sci-fi              | 8. prosince 2023   | bude oznámeno | angličtina  |
| Rebel Moon                                        | —                                | sci-fi              | 22. prosince 2023  | bude oznámeno | angličtina  |
| Tabulka byla aktualizována ke dni 21. ledna 2023. |                                  |                     |                    |               |             |

## Komedie

### 2015–2016
| Originální název                          | Český název            | Žánr          | Premiéra           | Délka   | Jazyk      |
| ----------------------------------------- | ---------------------- | ------------- | ------------------ | ------- | ---------- |
| The Ridiculous 6                          | Šest směšných          | western       | 11. prosince 2015  | 119 min | angličtina |
| Pee-wee's Big Holiday                     | —                      | dobrodružný   | 18. března 2016    | 89 min  | angličtina |
| Special Correspondents                    | Zvláštní korespondenti | satirický     | 29. dubna 2016     | 101 min | angličtina |
| The Do-Over                               | Reparát                | akční komedie | 27. května 2016    | 108 min | angličtina |
| Brahman Naman                             | —                      | komedie       | 7. července 2016   | 95 min  | angličtina |
| Mascots                                   | Maskoti                | mockument     | 13. října 2016     | 95 min  | angličtina |
| True Memoirs of an International Assassin | —                      | akční komedie | 11. listopadu 2016 | 98 min  | angličtina |

### 2017
| Originální název                  | Český název        | Žánr               | Premiéra           | Délka   | Jazyk       |
| --------------------------------- | ------------------ | ------------------ | ------------------ | ------- | ----------- |
| Take the 10                       | Dálnice číslo 10   | komedie            | 20. ledna 2017     | 80 min  | angličtina  |
| Girlfriend's Day                  | Den přítelkyň      | komedie            | 14. února 2017     | 70 min  | angličtina  |
| Win It All                        | —                  | komedie            | 7. dubna 2017      | 88 min  | angličtina  |
| Sandy Wexler                      | —                  | komedie            | 14. dubna 2017     | 131 min | angličtina  |
| Small Crimes                      | —                  | černý humor        | 28. dubna 2017     | 95 min  | angličtina  |
| Handsome: A Netflix Mystery Movie | —                  | komedie            | 5. května 2017     | 81 min  | angličtina  |
| War Machine                       | —                  | válečná komedie    | 26. května 2017    | 122 min | angličtina  |
| The Incredible Jessica James      | —                  | komedie            | 28. července 2017  | 83 min  | angličtina  |
| Naked                             | Nahý               | komedie            | 11. srpna 2017     | 96 min  | angličtina  |
| Little Evil                       | —                  | hororová komedie   | 1. září 2017       | 94 min  | angličtina  |
| #REALITYHIGH                      | —                  | komedie pro mládež | 8. září 2017       | 99 min  | angličtina  |
| Fe de etarras                     | Bombarďáci         | černý humor        | 12. října 2017     | 89 min  | španělština |
| The Babysitter                    | Chůva na zabití    | hororová komedie   | 13. října 2017     | 85 min  | angličtina  |
| A Christmas Prince                | Vánoční princ      | romantická komedie | 17. listopadu 2017 | 92 min  | angličtina  |
| El Camino Christmas               | Vánoce v El Camino | černý humor        | 8. prosince 2017   | 89 min  | angličtina  |

### 2018
| Originální název                      | Český název                     | Žánr                | Premiéra           | Délka   | Jazyk         |
| ------------------------------------- | ------------------------------- | ------------------- | ------------------ | ------- | ------------- |
| The Polka King                        | Král polky                      | komediální drama    | 12. ledna 2018     | 95 min  | angličtina    |
| Step Sisters                          | —                               | komedie             | 19. ledna 2018     | 108 min | angličtina    |
| Blockbuster                           | —                               | romantická komedie  | 24. ledna 2018     | 85 min  | francouzština |
| A Futile and Stupid Gesture           | Zbytečné a hloupé gesto         | životopisná komedie | 27. ledna 2018     | 101 min | angličtina    |
| When We First Met                     | Naše první setkání              | romantická komedie  | 9. února 2018      | 97 min  | angličtina    |
| Love per Square Foot                  | —                               | romantická komedie  | 14. února 2018     | 133 min | hindština     |
| Benji                                 | —                               | rodinný             | 16. března 2018    | 87 min  | angličtina    |
| Game Over, Man!                       | —                               | akční komedie       | 23. března 2018    | 101 min | angličtina    |
| Happy Anniversary                     | —                               | romantická komedie  | 30. března 2018    | 78 min  | angličtina    |
| Je ne suis pas un homme facile        | I Am Not an Easy Man            | romantická komedie  | 13. dubna 2018     | 98 min  | francouzština |
| Dude                                  | —                               | teen komedie        | 20. dubna 2018     | 97 min  | angličtina    |
| Candy Jar                             | —                               | komedie             | 27. dubna 2018     | 92 min  | angličtina    |
| The Week Of                           | —                               | komedie             | 27. dubna 2018     | 116 min | angličtina    |
| The Kissing Booth                     | Stánek s polibky                | romantická komedie  | 11. května 2018    | 105 min | angličtina    |
| Ibiza                                 | Divoká jízda na Ibize           | komedie             | 25. května 2018    | 94 min  | angličtina    |
| Alex Strangelove                      | —                               | teen komedie        | 8. června 2018     | 99 min  | angličtina    |
| Set It Up                             | To zařídíme                     | romantická komedie  | 15. června 2018    | 105 min | angličtina    |
| Les Goûts et les couleurs             | Svá k svému                     | romantická komedie  | 24. června 2018    | 95 min  | francouzština |
| The Legacy of a Whitetail Deer Hunter | —                               | dobrodružná komedie | 6. července 2018   | 83 min  | angličtina    |
| Father of the Year                    | Otec roku                       | komedie             | 20. července 2018  | 94 min  | angličtina    |
| Brij Mohan Amar Rahe                  | Dokud neumřeš jako bys nežil    | komedie             | 3. srpna 2018      | 100 min | hindština     |
| Like Father                           | —                               | komedie             | 3. srpna 2018      | 103 min | angličtina    |
| The Package                           | —                               | černý humor         | 10. srpna 2018     | 94 min  | angličtina    |
| The After Party                       | After party                     | komedie             | 24. srpna 2018     | 89 min  | angličtina    |
| Sierra Burgess Is a Loser             | Sierra Burgess je marná         | romantická komedie  | 7. září 2018       | 105 min | angličtina    |
| Nappily Ever After                    | Ostrý střih                     | dramatická komedie  | 21. září 2018      | 98 min  | angličtina    |
| The Holiday Calendar                  | Adventní kalendář               | romantická komedie  | 2. listopadu 2018  | 95 min  | angličtina    |
| The Princess Switch                   | Princezna z cukrárny            | romantická komedie  | 16. listopadu 2018 | 101 min | angličtina    |
| The Christmas Chronicles              | Vánoční kronika                 | rodinný             | 22. listopadu 2018 | 104 min | angličtina    |
| A Christmas Prince: The Royal Wedding | Vánoční princ: Královská svatba | romantická komedie  | 30. listopadu 2018 | 92 min  | angličtina    |
| Rajma Chawal                          | Rajma čaval                     | dramatická komedie  | 30. listopadu 2018 | 118 min | hindština     |
| Natale a 5 stelle                     | Vánoce pěti hvězd               | komedie             | 7. prosince 2018   | 95 min  | italština     |

### 2019
| Originální název                   | Český název                         | Žánr                | Premiéra           | Délka   | Jazyk                  |
| ---------------------------------- | ----------------------------------- | ------------------- | ------------------ | ------- | ---------------------- |
| Lionheart                          | —                                   | komedie             | 4. ledna 2019      | 94 min  | igboština / angličtina |
| The Last Laugh                     | Kdo se směje naposled               | dramatická komedie  | 11. ledna 2019     | 98 min  | angličtina             |
| 15 August                          | 15. srpna                           | dramatická komedie  | 29. března 2019    | 124 min | maráthština            |
| Unicorn Store                      | —                                   | komedie             | 5. dubna 2019      | 92 min  | angličtina             |
| The Perfect Date                   | Dokonalé rande                      | romantická komedie  | 12. dubna 2019     | 89 min  | angličtina             |
| Someone Great                      | Někdo skvělý                        | romantická komedie  | 19. dubna 2019     | 92 min  | angličtina             |
| A pesar de todo                    | Všemu navzdory                      | komedie             | 3. května 2019     | 78 min  | španělština            |
| The Last Summer                    | Poslední léto                       | romantická komedie  | 3. května 2019     | 109 min | angličtina             |
| Wine Country                       | V kraji vína                        | komedie             | 10. května 2019    | 103 min | angličtina             |
| Always Be My Maybe                 | Vždycky budeš moje možná            | romantická komedie  | 31. května 2019    | 102 min | angličtina             |
| Chopsticks                         | Jeden o koze, druhá o voze          | komedie             | 31. května 2019    | 100 min | hindština              |
| Murder Mystery                     | Vražda na jachtě                    | mysteriózní komedie | 14. června 2019    | 97 min  | angličtina             |
| Otherhood                          | (Ne)matky                           | komedie             | 2. srpna 2019      | 100 min | angličtina             |
| Sextuplets                         | Šesterčata                          | komedie             | 16. srpna 2019     | 99 min  | angličtina             |
| Falling Inn Love                   | Penzion osamělých srdcí             | romantická komedie  | 29. srpna 2019     | 97 min  | angličtina             |
| La Grande Classe                   | Back to School                      | komedie             | 30. srpna 2019     | 83 min  | francouzština          |
| Tall Girl                          | Čára                                | dramatická komedie  | 13. září 2019      | 102 min | angličtina             |
| Between Two Ferns: The Movie       | V kapradí: Film                     | komedie             | 20. září 2019      | 82 min  | angličtina             |
| Holiday in the Wild                | Vánoce v divočině                   | dobrodružná komedie | 1. listopadu 2019  | 85 min  | angličtina             |
| Let It Snow                        | Sněží, sněží…                       | romantická komedie  | 8. listopadu 2019  | 92 min  | angličtina             |
| House Arrest                       | Domácí vězení                       | komedie             | 15. listopadu 2019 | 104 min | hindština              |
| Klaus                              | Klaus                               | animovaná komedie   | 15. listopadu 2019 | 97 min  | angličtina             |
| The Knight Before Christmas        | Předvánoční večer                   | romantická komedie  | 21. listopadu 2019 | 92 min  | angličtina             |
| Holiday Rush                       | Rush a vánoční ruch                 | rodinná komedie     | 28. listopadu 2019 | 94 min  | angličtina             |
| A Christmas Prince: The Royal Baby | Vánoční princ: Královské dítě       | romantická komedie  | 5. prosince 2019   | 85 min  | angličtina             |
| Como caído del cielo               | Como caído del cielo: Spadlý z ráje | muzikál             | 24. prosince 2019  | 117 min | španělština            |

### 2020
| Originální název                                | Český název                         | Žánr                                      | Premiéra           | Délka   | Jazyk         |
| ----------------------------------------------- | ----------------------------------- | ----------------------------------------- | ------------------ | ------- | ------------- |
| Airplane Mode                                   | Letový režim                        | komedie                                   | 23. ledna 2020     | 96 min  | portugalština |
| To All the Boys: P.S. I Still Love You          | Všem klukům: P.S. Stále tě miluju   | romantická komedie                        | 12. února 2020     | 102 min | angličtina    |
| Isi & Ossi                                      | Isi a Ossi                          | romantická komedie                        | 14. února 2020     | 113 min | němčina       |
| All the Bright Places                           | Všechny malé zázraky                | romantický film                           | 28. února 2020     | 108 min | angličtina    |
| Spenser Confidential                            | Spravedlnost podle Spensera         | akční komedie                             | 6. března 2020     | 111 min | angličtina    |
| Maska                                           | Bun maska                           | romantická komedie                        | 27. března 2020    | 111 min | hindština     |
| Coffee & Kareem                                 | —                                   | akční komedie                             | 3. dubna 2020      | 88 min  | angličtina    |
| The Main Event                                  | Zázračný wrestler                   | komedie                                   | 10. dubna 2020     | 101 min | angličtina    |
| Love Wedding Repeat                             | Láska, svatba, zas a znova          | romantická komedie                        | 10. dubna 2020     | 100 min | angličtina    |
| Betonrausch                                     | Betonrauš                           | satira                                    | 17. dubna 2020     | 94 min  | němčina       |
| The Willoughbys                                 | Willoughbyovi                       | animovaný/komedie/dobrodružný             | 22. dubna 2020     | 92 min  | angličtina    |
| Ricos de Amor                                   | Zamilovaný boháč                    | romantická komedie                        | 30. dubna 2020     | 105 min | portugalština |
| The Half of It                                  | Kdybys jen tušil                    | romantický film                           | 1. května 2020     | 105 min | angličtina    |
| The Wrong Missy                                 | Ta druhá                            | komedie                                   | 13. května 2020    | 90 min  | angličtina    |
| The Lovebirds                                   | Dokud nás vražda nerozdělí          | romantická komedie                        | 22. května 2020    | 87 min  | angličtina    |
| Nakitai wataši wa neko wo kaburu                | O chloupek                          | anime / fantasy                           | 18. června 2020    | 104 min | japonština    |
| Feel the Beat                                   | —                                   | rodinný film/komediální drama             | 19. června 2020    | 107 min | angličtina    |
| Yarina Tek Bilet                                | Jízdenka do budoucnosti             | romantický                                | 19. června 2020    | 90 min  | turečtina     |
| Eurovision Song Contest: The Story of Fire Saga | Eurosong: Příběh skupiny Fire Saga  | hudební komedie                           | 26. června 2020    | 123 min | angličtina    |
| Sotto il sole di Riccione                       | Pod žhavým sluncem                  | romantické teenagerské drama              | 1. července 2020   | 101 min | italština     |
| Desperados                                      | Zoufalky                            | romantická komedie                        | 3. července 2020   | 106 min | angličtina    |
| The Old Guard                                   | Old Guard: Nesmrtelní               | superhrdinský / akční                     | 10. července 2020  | 124 min | angličtina    |
| Gli infedeli                                    | Záletníci                           | komedie                                   | 15. července 2020  | 88 min  | italština     |
| The Kissing Booth 2                             | Stánek s polibky 2                  | romantická komedie                        | 24. července 2020  | 130 min | angličtina    |
| Seriously Single                                | Singl na vdávání                    | komedie                                   | 31. července 2020  | 106 min | angličtina    |
| Work It                                         | Mákni!                              | taneční film / komedie                    | 7. srpna 2020      | 93 min  | angličtina    |
| Fearless                                        | Bez bázně                           | superhrdinský / animovaný                 | 14. srpna 2020     | 89 min  | angličtina    |
| Crazy Awesome Teachers                          | Praštění kantoři                    | komedie / drama                           | 17. srpna 2020     | 101 min | indonéština   |
| The Sleepover                                   | Noční návštěva                      | komedie                                   | 21. srpna 2020     | 103 min | angličtina    |
| Love, Guaranteed                                | Láska se zárukou                    | romantická komedie                        | 3. září 2020       | 90 min  | angličtina    |
| The Babysitter: Killer Queen                    | Chůva na zabití: Krvavá královna    | komedie/horor                             | 10. září 2020      | 102 min | angličtina    |
| Se Busca Papá                                   | Hledá se táta                       | rodinný film                              | 11. září 2020      | 102 min | španělština   |
| Bucin                                           | Podpantofláci                       | romantická komedie                        | 18. září 2020      | 97 min  | indonéština   |
| Pasal Kau                                       | Jen kvůli tobě                      | akční komedie                             | 1. října 2020      | 101 min | malajština    |
| Ahí te Encargo                                  | To zvládneš                         | romantická komedie                        | 2. října 2020      | 111 min | španělština   |
| Vampires vs. the Bronx                          | Upíři v Bronxu                      | hororová komedie                          | 2. října 2020      | 86 min  | angličtina    |
| Hubie Halloween                                 | Hubieho Halloween                   | komedie                                   | 7. října 2020      | 103 min | angličtina    |
| Ginny Weds Sunny                                | Nemá mě ráda, má mě ráda            | komedie                                   | 9. října 2020      | 125 min | hindština     |
| The 40-Year-Old Version                         | Čtyřicetiletá verze                 | komedie                                   | 9. října 2020      | 129 min | angličtina    |
| A Babysitter's Guide to Monster Hunting         | Bestiář mladé chůvy                 | komedie / fantasy / rodinný               | 15. října 2020     | 95 min  | angličtina    |
| Over the Moon                                   | Až na Měsíc                         | animovaný / muzikál / komedie             | 23. října 2020     | 95 min  | angličtina    |
| Holidate                                        | Sváteční rande                      | romantická komedie / vánoční              | 28. října 2020     | 103 min | angličtina    |
| Operation Christmas Drop                        | Vánoční výsadek                     | romantická komedie                        | 5. listopadu 2020  | 95 min  | angličtina    |
| Ludo                                            | —                                   | černá komedie                             | 12. listopadu 2020 | 149 min | hindština     |
| Jingle Jangle: A Christmas Journey              | Pan Jangle a vánoční dobrodružství  | rodinný / vánoční muzikál                 | 13. listopadu 2020 | 119 min | angličtina    |
| The Princess Switch: Switched Again             | Princezna z cukrárny: Zase vyměněná | romantická komedie                        | 19. listopadu 2020 | 97 min  | angličtina    |
| Dolly Parton's Christmas on the Square          | Svátky na návsi s Dolly Parton      | vánoční                                   | 22. listopadu 2020 | 98 min  | angličtina    |
| The Christmas Chronicles: Part Two              | Vánoční kronika: druhá část         | vánoční / fantasy / dobrodružný / komedie | 25. listopadu 2020 | 112 min | angličtina    |
| Tudo Bem No Natal Que Vem                       | Zase Vánoce                         | komedie                                   | 3. prosince 2020   | 100 min | portugalština |
| 9 Kere Leyla                                    | Nesmrtelná Leyla                    | komedie                                   | 4. prosince 2020   | 112 min | turečtina     |
| De Familie Claus                                | Clausovi                            | fantasy                                   | 7. prosince 2020   | 96 min  | nizozemština  |
| L'incredibile storia dell'isola delle rose      | Rose Island                         | komedie                                   | 9. prosince 2020   | 117 min | italština     |
| The Prom                                        | —                                   | muzikál                                   | 11. prosince 2020  | 132 min | angličtina    |
| A California Christmas                          | Kalifornské Vánoce                  | romantická komedie                        | 14. prosince 2020  | 106 min | angličtina    |
| We Can Be Heroes                                | Můžeme být hrdinové                 | superhrdinský                             | 25. prosince 2020  | 100 min | angličtina    |

### 2021
| Originální název                           | Český název                             | Žánr                                 | Premiéra           | Délka   | Jazyk         |
| ------------------------------------------ | --------------------------------------- | ------------------------------------ | ------------------ | ------- | ------------- |
| 차인표 (What Happened to Mr. Cha?)         | Co se stalo s panem Čcha?               | komedie                              | 1. ledna 2021      | 102 min | korejština    |
| Pai em Dobro                               | Táta na kvadrát                         | komediální drama                     | 15. ledna 2021     | 105 min | portugalština |
| Finding Ohana                              | ‘Ohana: Rodina je poklad                | rodinný                              | 29. ledna 2021     | 123 min | angličtina    |
| En Passant Pécho: Les Carottes Sont Cuites | Dobrodružství Hedi a Koksáka            | komedie                              | 10. února 2021     | 99 min  | francouzština |
| Milosc do kwadratu                         | Láska na kvadrát                        | romantická komedie                   | 11. února 2021     | 101 min | polština      |
| To All the Boys: Always and Forever        | Všem klukům: Navždy s láskou            | romantická komedie                   | 12. února 2021     | 109 min | angličtina    |
| Loco por ella                              | Asi se zblázním                         | romantická komedie                   | 26. února 2021     | 102 min | španělština   |
| Yes Day                                    | —                                       | komedie                              | 12. března 2021    | 86 min  | angličtina    |
| Cabras da Peste                            | Případ ztracené kozy                    | komedie                              | 18. března 2021    | 97 min  | portugalština |
| A Week Away                                | Letní kemp                              | muzikál                              | 26. března 2021    | 97 min  | angličtina    |
| Bad Trip                                   | Mizerná jízda                           | černá komedie                        | 26. března 2021    | 86 min  | angličtina    |
| Just Say Yes                               | Řekni prostě ano                        | romantická komedie                   | 2. dubna 2021      | 97 min  | nizozemština  |
| Sen Hiç Atesböcegi Gördün mü?              | Už jste někdy viděli světlušky?         | komedie                              | 9. dubna 2021      | 113 min | turečtina     |
| Thunder Force                              | —                                       | superhrdinská komedie                | 9. dubna 2021      | 106 min | angličtina    |
| Arlo the Alligator Boy                     | Krokodýlí kluk Arlo                     | animovaná hudební komedie            | 16. dubna 2021     | 92 min  | angličtina    |
| Os Salafrários                             | Hajzlíci                                | komedie                              | 28. dubna 2021     | 94 min  | portugalština |
| Sadar Ka Grandson                          | Poslední přání                          | komedie                              | 18. května 2021    | 139 min | hindština     |
| Carnaval                                   | —                                       | komedie                              | 2. června 2021     | 94 min  | portugalština |
| Trippin' with the Kandasamys               | Kandasamyovi: Šílená cesta              | komedie                              | 4. června 2021     | 93 min  | angličtina    |
| Good on Paper                              | Na papíře dobrý                         | komedie                              | 23. června 2021    | 92 min  | angličtina    |
| America: The Motion Picture                | Amerika: Film                           | animovaná komedie / historická fikce | 30. června 2021    | 98 min  | angličtina    |
| A Perfect Fit                              | Dokonalý pár                            | romantická komedie                   | 14. července 2021  | 112 min | indonéština   |
| My Amanda                                  | Má Amanda                               | romantický                           | 15. července 2021  | 89 min  | filipínština  |
| Trollhunters: Rise of the Titans           | Lovci trolů: Úsvit Titánů               | animovaný                            | 21. července 2021  | 104 min | angličtina    |
| Fondeados                                  | Prachy na rozjezd                       | komedie                              | 23. července 2021  | 97 min  | španělština   |
| Resort To Love                             | Letovisko lásky                         | romantická komedie                   | 29. července 2021  | 101 min | angličtina    |
| Le dernier mercenaire                      | Poslední žoldák                         | akční komedie                        | 30. července 2021  | 110 min | francouzština |
| The Kissing Booth 3                        | Stánek s polibky 3                      | komedie / drama                      | 11. srpna 2021     | 111 min | angličtina    |
| The Secret Diary of an Exchange Student    | Tajný deník brazilské studentky         | romantická komedie                   | 18. srpna 2021     | 96 min  | portugalština |
| The Loud House Movie                       | Hlasiťákovi ve filmu                    | animovaný / komedie                  | 20. srpna 2021     | 83 min  | angličtina    |
| He's All That                              | Takový normální kluk                    | teen romantická komedie              | 27. srpna 2021     | 89 min  | angličtina    |
| Afterlife of the Party                     | Život po večírku                        | komedie                              | 2. září 2021       | 109 min | angličtina    |
| The Starling                               | Špaček                                  | komedie / drama                      | 24. září 2021      | 103 min | angličtina    |
| Friendzone                                 | —                                       | romantická komedie                   | 29. září 2021      | 88 min  | francouzština |
| Fuimos canciones                           | Zní to jako láska                       | romantická komedie                   | 29. září 2021      | 110 min | španělština   |
| Du Sie Er & Wir                            | My čtyři                                | komedie                              | 15. října 2021     | 88 min  | němčina       |
| 8 Rue de l'Humanité                        | Zásek                                   | komedie                              | 20. října 2021     | 125 min | francouzština |
| Little Big Mouth                           | Malý mluvka                             | romantická komedie                   | 22. října 2021     | 94 min  | angličtina    |
| Love Hard                                  | Milostná past                           | romantická komedie                   | 5. listopadu 2021  | 104 min | angličtina    |
| Meenakshi Sundareshwar                     | Minakši Sundarešvara                    | romantická komedie                   | 5. listopadu 2021  | 140 min | hindština     |
| Father Christmas is Back                   | —                                       | komedie                              | 7. listopadu 2021  | 105 min | angličtina    |
| Happiness Ever After                       | Šťastní až navěky                       | romantická komedie                   | 10. listopadu 2021 | 99 min  | angličtina    |
| Red Notice                                 | —                                       | komedie / akční thriller             | 12. listopadu 2021 | 116 min | angličtina    |
| Amor Sem Medida                            | Zkrátka dokonalý                        | romantická komedie                   | 18. listopadu 2021 | 94 min  | portugalština |
| The Princess Switch 3                      | Princezna z cukrárny 3: Hvězdná romance | romantická komedie                   | 18. listopadu 2021 | 106 min | angličtina    |
| A Castle for Christmas                     | Vánoční hrad                            | romantická komedie                   | 26. listopadu 2021 | 98 min  | angličtina    |
| Single All the Way                         | Jako kůl v plotě                        | romantická komedie                   | 2. prosince 2021   | 99 min  | angličtina    |
| David and the Elves                        | David a elfové                          | fantasy                              | 6. prosince 2021   | 106 min | angličtina    |
| The Claus Family 2                         | Clausovi 2                              | fantasy                              | 7. prosince 2021   | 97 min  | nizozemština  |
| Back to the Outback                        | Zpátky do divočiny                      | animovaný                            | 10. prosince 2021  | 92 min  | angličtina    |
| Anónima                                    | Tvá neznámá                             | romantická komedie                   | 10. prosince 2021  | 100 min | španělština   |
| A California Christmas: City Lights        | Kalifornské Vánoce: Světla velkoměsta   | romantická komedie                   | 16. prosince 2021  | 90 min  | angličtina    |
| A Naija Christmas                          | Nigerijské Vánoce                       | romantická komedie                   | 16. prosince 2021  | 121 min | angličtina    |
| Grumpy Christmas                           | Příšerné Vánoce                         | komedie                              | 22. prosince 2021  | 87 min  | angličtina    |
| 1000 Miles from Christmas                  | 1 000 mil do Vánoc                      | romantická komedie                   | 24. prosince 2021  | 101 min | angličtina    |
| Don't Look Up                              | K zemi hleď!                            | komedie                              | 24. prosince 2021  | 145 min | angličtina    |
| Lulli                                      | –                                       | komedie                              | 26. prosince 2021  | 90 min  | portugalština |
| Hilda and the Mountain King                | Hilda a král hor                        | animovaný / fantasy                  | 30. prosince 2021  | 80 min  | angličtina    |

### 2022
| Originální název                                    | Český název                           | Žánr                                  | Premiéra           | Délka   | Jazyk         |
| --------------------------------------------------- | ------------------------------------- | ------------------------------------- | ------------------ | ------- | ------------- |
| Quattro metà                                        | Čtyři k večeři                        | romantická komedie                    | 4. ledna 2022      | 90 min  | italština     |
| El Comediante                                       | Tohle není sranda                     | komedie                               | 14. ledna 2022     | 105 min | španělština   |
| Royal Treatment                                     | Královské zacházení                   | komedie                               | 20. ledna 2022     | 96 min  | angličtina    |
| Perfect Strangers                                   | Nejdražší přátelé                     | komedie                               | 20. ledna 2022     | 99 min  | angličtina    |
| Home Team                                           | Domácí tým                            | sport / komedie                       | 28. ledna 2022     | 95 min  | angličtina    |
| Bigbug                                              | –                                     | sci-fi komedie                        | 11. února 2022     | 111 min | francouzština |
| Ask Taktikleri                                      | Taktika lásky                         | romantická komedie                    | 11. února 2022     | 97 min  | turečtina     |
| Love and Leashes                                    | Láska a pouta                         | romantická komedie                    | 11. února 2022     | 118 min | korejština    |
| Tall Girl 2                                         | Čára 2                                | teen romantická komedie               | 11. února 2022     | 97 min  | angličtina    |
| A Madea Homecoming                                  | Madea se vrací                        | komedie                               | 25. února 2022     | 105 min | angličtina    |
| Hasta que nos volvamos a encontrar                  | Neloučení                             | romantická komedie                    | 18. března 2022    | 96 min  | španělština   |
| Sen Yasamaya Bak                                    | Do dobrých rukou                      | romantická komedie                    | 21. března 2022    | 105 min | turečtina     |
| Apollo 10½: A Space Age Childhood                   | Apollo 10 1/2: Dítě kosmického věku   | animovaný                             | 1. dubna 2022      | 98 min  | angličtina    |
| The Bubble                                          | V bublině                             | komedie                               | 1. dubna 2022      | 126 min | angličtina    |
| Poskromienie zlosnicy                               | Zkrocení zlé ženy                     | komedie                               | 13. dubna 2022     | 112 min | polština      |
| Bubble                                              | –                                     | anime                                 | 28. dubna 2022     | 101 min | japonština    |
| Honeymoon with My Mother                            | Líbánky s mámou                       | komedie                               | 29. dubna 2022     | 109 min | angličtina    |
| Rumspringa – An Amish in Berlin                     | –                                     | komedie                               | 29. dubna 2022     | 102 min | němčina       |
| Loin du périph                                      | Zase nepoužitelní                     | komedie                               | 6. května 2022     | 121 min | francouzština |
| Senior Year                                         | Maturitní ročník                      | komedie                               | 13. května 2022    | 113 min | angličtina    |
| A Perfect Pairing                                   | Dokonalá souhra                       | romatická komedie                     | 19. května 2022    | 102 min | angličtina    |
| F*ck de liefde 2                                    | S*át na lásku                         | komedie                               | 20. května 2022    | 119 min | nizozemština  |
| Parada serc                                         | Přehlídka srdcí                       | komedie                               | 15. června 2022    | 108 min | polština      |
| Love & Gelato                                       | Láska & gelato                        | romantický                            | 22. června 2022    | 110 min | angličtina    |
| Blasted                                             | Laser na mimozemšťany                 | sci-fi komedie                        | 28. června 2022    | 114 min | norština      |
| Hello, Goodbye, and Everything In Between           | Ahoj, sbohem a všechno mezi tím       | romantická komedie                    | 6. července 2022   | 83 min  | angličtina    |
| The Sea Beast                                       | Mořská příšera                        | animovaný dobrodružný film            | 8. července 2022   | 115 min | angličtina    |
| Jaadugar                                            | Kouzelníček                           | komedie                               | 15. července 2022  | 166 min | hindština     |
| A Cut Above                                         | O vlásek                              | komedie                               | 28. července 2022  | 90 min  | portugalština |
| The Entitled                                        | Vysoké nároky                         | romantická komedie                    | 29. července 2022  | 90 min  | filipínština  |
| Purple Hearts                                       | Zranitelná srdce                      | romantický                            | 29. července 2022  | 122 min | angličtina    |
| Don't Blame Karma!                                  | Nesváděj to na karmu                  | romantická komedie                    | 3. srpna 2022      | 85 min  | španělština   |
| Buba                                                | —                                     | komedie                               | 3. srpna 2022      | 94 min  | němčina       |
| Wedding Season                                      | Svatební sezóna                       | komedie                               | 4. srpna 2022      | 99 min  | angličtina    |
| Darlings                                            | Drahoušci                             | dramatická komedie                    | 5. srpna 2022      | 133 min | hindština     |
| Rise of the Teenage Mutant Ninja Turtles: The Movie | Vzestup Želv Ninja: Film              | animovaný akční / dobrodružný film    | 5. srpna 2022      | 82 min  | angličtina    |
| Heartsong                                           | Zpěv srdce                            | romantická komedie                    | 10. srpna 2022     | 95 min  | turečtina     |
| 13                                                  | 13: Muzikál                           | muzikál                               | 12. srpna 2022     | 91 min  | angličtina    |
| Day Shift                                           | Denní směna                           | fantasy komedie                       | 12. srpna 2022     | 113 min | angličtina    |
| Look Both Ways                                      | Z každého konce                       | romantická komedie                    | 17. srpna 2022     | 111 min | angličtina    |
| Royalteen                                           | —                                     | romantická komedie                    | 17. srpna 2022     | 107 min | norština      |
| That’s Amor                                         | Že by Amor?                           | romantická komedie                    | 25. srpna 2022     | 95 min  | angličtina    |
| Me Time                                             | Čas na sebe                           | komedie                               | 26. srpna 2022     | 104 min | angličtina    |
| Love in the Villa                                   | Láska ve vile                         | romantická komedie                    | 1. září 2022       | 114 min | angličtina    |
| Fenced In                                           | Sousedi na život a na smrt            | komedie                               | 1. září 2022       | 110 min | portugalština |
| Drifting Home                                       | Dům na vlnách                         | anime                                 | 16. září 2022      | 120 min | japonština    |
| Do Revenge                                          | Pomsta na druhou                      | hororová komedie                      | 16. září 2022      | 118 min | angličtina    |
| I Used to Be Famous                                 | Bejval sem slavnej                    | hudební komedie                       | 16. září 2022      | 104 min | angličtina    |
| Plan A Plan B                                       | Plán A, plán B                        | romantická komedie                    | 30. září 2022      | 106 min | hindština     |
| Someone Borrowed                                    | Hodinová manželka                     | romantická komedie                    | 13. října 2022     | 107 min | portugalština |
| The Curse of Bridge Hollow                          | Prokletí městečka Bridge Hollow       | komedie                               | 14. října 2022     | 91 min  | angličtina    |
| The School for Good and Evil                        | Škola dobra a zla                     | fantasy                               | 19. října 2022     | 146 min | angličtina    |
| Robbing Mussolini                                   | Jak okrást Mussoliniho                | akční komedie                         | 26. října 2022     | 90 min  | italština     |
| Wendell & Wild                                      | Wendell a Wild                        | stop motion fantasy horrorová komedie | 28. října 2022     | 106 min | angličtina    |
| The Soccer Football Movie                           | Fotbal vs. mutanti                    | animovaná komedie                     | 9. listopadu 2022  | 73 min  | angličtina    |
| Falling for Christmas                               | Vánoce na spadnutí                    | romantická komedie                    | 10. listopadu 2022 | 93 min  | angličtina    |
| My Father's Dragon                                  | Tátův drak                            | dobrodružný animovaný film            | 11. listopadu 2022 | 104 min | angličtina    |
| The Lost Lotteries                                  | Ukradená klika                        | komedie                               | 16. listopadu 2022 | 106 min | thajština     |
| Christmas With You                                  | Vánoce s tebou                        | romantická komedie                    | 17. listopadu 2022 | 89 min  | angličtina    |
| Slumberland                                         | Snivokraj                             | rodinné fantasy                       | 18. listopadu 2022 | 117 min | angličtina    |
| Christmas on Mistletoe Farm                         | Vánoce pod jmelím                     | komedie                               | 23. listopadu 2022 | 102 min | angličtina    |
| Who's a Good Boy?                                   | Kdo je tady hodný kluk?               | komedie                               | 23. listopadu 2022 | 95 min  | angličtina    |
| Christmas Full of Grace                             | Vánoce vzhůru nohama                  | romantická komedie                    | 30. listopadu 2022 | 104 min | portugalština |
| Scrooge: A Christmas Carol                          | Vánoční koleda: Muzikál               | animovaný                             | 2. prosince 2022   | 96 min  | angličtina    |
| Delivery by Christmas                               | Doručení do Vánoc                     | romantická komedie                    | 6. prosince 2022   | 97 min  | polština      |
| The Marriage App                                    | Manželství na body                    | komedie                               | 7. prosince 2022   | 101 min | španělština   |
| I Believe in Santa                                  | Věřím na Santu                        | romantická komedie                    | 14. prosince 2022  | 89 min  | angličtina    |
| The Big 4                                           | 4 gauneři                             | akční komedie                         | 15. prosince 2022  | 141 min | indonéština   |
| Bardo (or False Chronicle of a Handful of Truths)   | BARDO, falešná kronika několika pravd | komedie                               | 16. prosince 2022  | 180 min | španělština   |
| Private Lesson                                      | Soukromá lekce                        | romantická komedie                    | 16. prosince 2022  | 89 min  | turečtina     |
| A Not So Merry Christmas                            | Neveselé Vánoce                       | komedie                               | 20. prosince 2022  | 100 min | španělština   |
| A Night at the Kindergarten                         | Jedna noc ve školce                   | černá komedie                         | 28. prosince 2022  | 97 min  | polština      |
| White Noise                                         | Bílý šum                              | černá komedie                         | 30. prosince 2022  | 146 min | angličtina    |

### 2023
| Originální název                                  | Český název                                 | Žánr                | Premiéra           | Délka         | Jazyk       |
| ------------------------------------------------- | ------------------------------------------- | ------------------- | ------------------ | ------------- | ----------- |
| Disconnect: The Wedding Planner                   | Láska nebo přátelství: Svatební koordinátor | romantická komedie  | 13. ledna 2023     | 107 min       | angličtina  |
| Připravované                                      |                                             |                     |                    |               |             |
| The Price of Family                               | S rodinou za každou cenu                    | komedie             | 25. ledna 2023     | 90 min        | italština   |
| You People                                        | Z jiného těsta                              | komedie             | 27. ledna 2023     | 118 min       | angličtina  |
| Dear David                                        | Milý Davide                                 | coming-of-age       | 9. února 2023      | 118 min       | indonéština |
| Your Place or Mine                                | U tebe nebo u mě?                           | romantická komedie  | 10. února 2023     | 109 min       | angličtina  |
| Squared Love All Over Again                       | Láska na kvadrát ještě jednou               | romantická komedie  | 13. února 2023     | 99 min        | polština    |
| We Have a Ghost                                   | Máme tu ducha                               | rodinný             | 24. února 2023     | 127 min       | angličtina  |
| The Magician's Elephant                           | Kouzelníkova slonice                        | animovaný           | 17. března 2023    | 99 min        | angličtina  |
| Murder Mystery 2                                  | Vražda v Paříži                             | komedie             | 31. března 2023    | bude oznámeno | angličtina  |
| A Tourist's Guide to Love                         | Turistický průvodce láskou                  | romantická komedie  | 27. dubna 2023     | 94 min        | angličtina  |
| They Cloned Tyrone                                | Oni naklonovali Tyrona                      | sci-fi komedie      | 21. července 2023  | bude oznámeno | angličtina  |
| Lift                                              | —                                           | akční komedie       | 25. srpna 2023     | bude oznámeno | angličtina  |
| Chicken Run: Dawn of the Nugget                   | —                                           | stop-motion komedie | 10. listopadu 2023 | bude oznámeno | angličtina  |
| A Family Affair                                   | —                                           | akční komedie       | 17. listopadu 2023 | bude oznámeno | angličtina  |
| Leo                                               | —                                           | animovaný           | 22. listopadu 2023 | bude oznámeno | angličtina  |
| Tabulka byla aktualizována ke dni 21. ledna 2023. |                                             |                     |                    |               |             |

## Dokumenty

### 2012–2014
| Originální název                                | Český název                | Premiéra          | Délka   | Jazyk                  |
| ----------------------------------------------- | -------------------------- | ----------------- | ------- | ---------------------- |
| Art of Conflict: The Murals of Northern Ireland | —                          | 12. října 2012    | 79 min  | angličtina             |
| The Short Game                                  | —                          | 12. prosince 2013 | 99 min  | angličtina             |
| The Square                                      | Náměstí Tahrír             | 17. ledna 2014    | 104 min | arabština / angličtina |
| Mitt                                            | —                          | 24. ledna 2014    | 92 min  | angličtina             |
| The Battered Bastards of Baseball               | —                          | 11. července 2014 | 73 min  | angličtina             |
| Mission Blue                                    | —                          | 15. srpna 2014    | 95 min  | angličtina             |
| Print the Legend                                | Legendy o 3D tisku         | 26. září 2014     | 100 min | angličtina             |
| E-Team                                          | E-Team: Boj proti bezpráví | 24. října 2014    | 90 min  | angličtina             |
| Virunga                                         | Virunga                    | 7. listopadu 2014 | 100 min | angličtina             |

### 2015–2016
| Originální název                                 | Český název                                 | Premiéra          | Délka   | Jazyk                               |
| ------------------------------------------------ | ------------------------------------------- | ----------------- | ------- | ----------------------------------- |
| My Own Man                                       | Svůj                                        | 6. března 2015    | 81 min  | angličtina                          |
| The Other One: The Long Strange Trip of Bob Weir | —                                           | 22. května 2015   | 83 min  | angličtina                          |
| Hot Girls Wanted                                 | —                                           | 29. května 2015   | 84 min  | angličtina                          |
| What Happened, Miss Simone?                      | —                                           | 26. června 2015   | 84 min  | angličtina                          |
| Tig                                              | —                                           | 17. července 2015 | 80 min  | angličtina                          |
| Keith Richards: Under the Influence              | —                                           | 18. září 2015     | 81 min  | angličtina                          |
| Zyma v ogni                                      | Winter on Fire: Ukraine's Fight for Freedom | 9. října 2015     | 91 min  | ukrajinština / ruština / angličtina |
| My Beautiful Broken Brain                        | Můj nádherně porouchaný mozek               | 18. března 2016   | 91 min  | angličtina                          |
| Team Foxcatcher                                  | —                                           | 29. dubna 2016    | 90 min  | angličtina / ruština                |
| Tony Robbins: I Am Not Your Guru                 | Tony Robbins: Nejsem váš guru               | 15. června 2016   | 116 min | angličtina                          |
| I'll Sleep When I'm Dead                         | —                                           | 19. srpna 2016    | 79 min  | angličtina                          |
| Extremis                                         | V koncích                                   | 13. září 2016     | 24 min  | angličtina                          |
| The White Helmets                                | —                                           | 16. září 2016     | 40 min  | angličtina                          |
| Audrie & Daisy                                   | Audrie a Daisy                              | 23. září 2016     | 98 min  | angličtina                          |
| Amanda Knox                                      | Amanda Knoxová                              | 30. září 2016     | 92 min  | angličtina                          |
| 13TH                                             | —                                           | 7. října 2016     | 100 min | angličtina                          |
| Sky Ladder: The Art of Cai Guo-Qiang             | —                                           | 14. října 2016    | 79 min  | mandarínština / angličtina          |
| Into the Inferno                                 | —                                           | 28. října 2016    | 107 min | angličtina                          |
| The Ivory Game                                   | —                                           | 4. listopadu 2016 | 112 min | angličtina                          |

### 2017
| Originální název                                                                                         | Český název                                          | Premiéra           | Délka   | Jazyk         |
| --- | ---------------------------------------------------- | ------------------ | ------- | ------------- |
| 13th: A Conversation with Oprah Winfrey & Ava DuVernay                                                   | 13th: Rozhovor s Oprah Winfrey a Avou DuVernay       | 26. ledna 2017     | 36 min  | angličtina    |
| Casting JonBenet                                                                                         | —                                                    | 28. dubna 2017     | 80 min  | angličtina    |
| The Mars Generation                                                                                      | —                                                    | 5. května 2017     | 97 min  | angličtina    |
| Get Me Roger Stone                                                                                       | —                                                    | 12. května 2017    | 101 min | angličtina    |
| Laerte-se                                                                                                | Laerte                                               | 19. května 2017    | 100 min | portugalština |
| Joshua: Teenager vs. Superpower                                                                          | Joshua: Teenager versus Čína                         | 26. května 2017    | 78 min  | angličtina    |
| Counterpunch                                                                                             | Vrátit úder                                          | 16. června 2017    | 91 min  | angličtina    |
| Nobody Speak: Trials of the Free Press                                                                   | Nikdo ani slovo: Nezávislé zpravodajství před soudem | 23. června 2017    | 95 min  | angličtina    |
| Chasing Coral                                                                                            | —                                                    | 14. července 2017  | 89 min  | angličtina    |
| Icarus                                                                                                   | —                                                    | 4. srpna 2017      | 120 min | angličtina    |
| Resurface                                                                                                | Nový život na prkně                                  | 1. září 2017       | 27 min  | angličtina    |
| Heroin(e)                                                                                                | —                                                    | 12. září 2017      | 39 min  | angličtina    |
| Strong Island                                                                                            | —                                                    | 15. září 2017      | 107 min | angličtina    |
| Gaga: Five Foot Two                                                                                      | —                                                    | 22. září 2017      | 100 min | angličtina    |
| Long Shot                                                                                                | —                                                    | 29. září 2017      | 40 min  | angličtina    |
| The Death and Life of Marsha P. Johnson                                                                  | Smrt a život Marshy P. Johnson                       | 6. října 2017      | 105 min | angličtina    |
| Kingdom of Us                                                                                            | —                                                    | 13. října 2017     | 109 min | angličtina    |
| One of Us                                                                                                | —                                                    | 20. října 2017     | 95 min  | angličtina    |
| Joan Didion: The Center Will Not Hold                                                                    | —                                                    | 27. října 2017     | 98 min  | angličtina    |
| Jim & Andy: The Great Beyond – Featuring a Very Special, Contractually Obligated Mention of Tony Clifton | Jim a Andy: Život po životě                          | 17. listopadu 2017 | 93 min  | angličtina    |
| Saving Capitalism                                                                                        | Jak zachránit kapitalismus                           | 21. listopadu 2017 | 73 min  | angličtina    |
| Cuba and the Cameraman                                                                                   | —                                                    | 24. listopadu 2017 | 114 min | angličtina    |
| Voyeur                                                                                                   | —                                                    | 1. prosince 2017   | 95 min  | angličtina    |

### 2018
| Originální název                                    | Český název                                        | Premiéra          | Délka   | Jazyk                      |
| --------------------------------------------------- | -------------------------------------------------- | ----------------- | ------- | -------------------------- |
| Seeing Allred                                       | Gloria Allred: Ženské právo                        | 9. února 2018     | 95 min  | angličtina                 |
| Sovdagari                                           | The Trader (Sovdagari)                             | 9. února 2018     | 23 min  | gruzínština                |
| Ladies First                                        | —                                                  | 8. března 2018    | 39 min  | hindština / angličtina     |
| Take Your Pills                                     | —                                                  | 16. března 2018   | 87 min  | angličtina                 |
| Ram Dass, Going Home                                | Ram Dass: Cesta domů                               | 6. dubna 2018     | 31 min  | angličtina                 |
| Mercury 13                                          | —                                                  | 20. dubna 2018    | 79 min  | angličtina                 |
| The Rachel Divide                                   | —                                                  | 27. dubna 2018    | 104 min | angličtina                 |
| End Game                                            | —                                                  | 4. května 2018    | 40 min  | angličtina                 |
| Recovery Boys                                       | —                                                  | 29. června 2018   | 89 min  | angličtina                 |
| The Bleeding Edge                                   | Byznys se zdravím                                  | 27. července 2018 | 100 min | angličtina                 |
| Zion                                                | —                                                  | 10. srpna 2018    | 11 min  | angličtina                 |
| City of Joy                                         | Centrum naděje                                     | 7. září 2018      | 76 min  | angličtina                 |
| Reversing Roe                                       | —                                                  | 13. září 2018     | 99 min  | angličtina                 |
| Quincy                                              | —                                                  | 21. září 2018     | 124 min | angličtina                 |
| Dos Cataluñas                                       | Two Catalonias                                     | 28. září 2018     | 116 min | španělština / katalánština |
| Lessons from a School Shooting: Notes from Dunblane | —                                                  | 28. září 2018     | 23 min  | angličtina                 |
| Feminists: What Were They Thinking?                 | —                                                  | 12. října 2018    | 86 min  | angličtina                 |
| Shirkers                                            | —                                                  | 26. října 2018    | 97 min  | angličtina                 |
| They'll Love Me When I'm Dead                       | Až umřu, budou mě milovat                          | 2. listopadu 2018 | 98 min  | angličtina                 |
| The American Meme                                   | Americký mem                                       | 7. prosince 2018  | 98 min  | angličtina                 |
| Out of Many, One                                    | E Pluribus Unum: Americký sen                      | 12. prosince 2018 | 34 min  | angličtina                 |
| Struggle: The Life and Lost Art of Szukalski        | Boj: život a ztracené umění Stanisława Szukalského | 21. prosince 2018 | 105 min | angličtina                 |

### 2019
| Originální název                                             | Český název                                                     | Premiéra           | Délka   | Jazyk                      |
| ------------------------------------------------------------ | --------------------------------------------------------------- | ------------------ | ------- | -------------------------- |
| Fyre: The Greatest Party That Never Happened                 | FYRE: Největší večírek, co nikdy nebyl                          | 18. ledna 2019     | 97 min  | angličtina                 |
| Period. End of Sentence.                                     | Menstruace není tabu                                            | 12. února 2019     | 26 min  | hindština / angličtina     |
| Antoine Griezmann: Champion du monde                         | Antoine Griezmann: Zrození šampiona                             | 21. března 2019    | 60 min  | francouzština              |
| The Legend of Cocaine Island                                 | Legenda o kokainovém ostrově                                    | 29. března 2019    | 87 min  | angličtina                 |
| Homecoming                                                   | HOMECOMING: Film od Beyoncé                                     | 17. dubna 2019     | 137 min | angličtina                 |
| Brené Brown: The Call To Courage                             | Brené Brown: Výzva k odvaze                                     | 19. dubna 2019     | 76 min  | angličtina                 |
| Grass is Greener                                             | —                                                               | 20. dubna 2019     | 97 min  | angličtina                 |
| Knock Down the House                                         | Čerstvý vítr do Kongresu                                        | 1. května 2019     | 87 min  | angličtina                 |
| All In My Family                                             | Všichni z mé rodiny                                             | 3. května 2019     | 39 min  | angličtina / mandarínština |
| A Tale of Two Kitchens                                       | Příběh dvou kuchyní                                             | 22. května 2019    | 30 min  | angličtina / španělština   |
| After Maria                                                  | Po hurikánu Maria                                               | 24. května 2019    | 37 min  | angličtina / španělština   |
| Rolling Thunder Revue: A Bob Dylan Story by Martin Scorsese  | Rolling Thunder Revue: Martin Scorsese na turné s Bobem Dylanem | 12. června 2019    | 144 min | angličtina                 |
| De apatiska barnen                                           | Prchá mi život                                                  | 14. června 2019    | 40 min  | angličtina / švédština     |
| Democracia em Vertigem                                       | Na hraně demokracie                                             | 19. června 2019    | 121 min | portugalština              |
| Parchís: El documental                                       | Parchís: dokument                                               | 10. července 2019  | 106 min | španělština                |
| The Great Hack                                               | Velký hack                                                      | 24. července 2019  | 114 min | angličtina                 |
| Our Planet – Behind the Scenes                               | Naše planeta – Ze zákulisí                                      | 4. srpna 2019      | 63 min  | angličtina                 |
| Enter the Anime                                              | Anime je tady                                                   | 5. srpna 2019      | 58 min  | japonština                 |
| American Factory                                             | Americká fabrika                                                | 21. srpna 2019     | 110 min | angličtina                 |
| Travis Scott: Look Mom I Can Fly                             | Travis Scott: Koukej, mami, létám                               | 28. srpna 2019     | 85 min  | angličtina                 |
| The Crystal Calls Making the Dark Crystal: Age of Resistance | Volání krystalu: Film o filmu Temný krystal – Věk vzdoru        | 31. srpna 2019     | 82 min  | angličtina                 |
| Evelyn                                                       | —                                                               | 10. září 2019      | 96 min  | angličtina                 |
| Hello, Privilege. It's Me, Chelsea                           | —                                                               | 13. září 2019      | 64 min  | angličtina                 |
| Los Tigres del Norte at Folsom Prison                        | Los Tigres del Norte ve věznici Folsom                          | 15. září 2019      | 64 min  | španělština                |
| Birders                                                      | —                                                               | 25. září 2019      | 37 min  | angličtina / španělština   |
| Ghosts of Sugar Land                                         | Ztracené duše                                                   | 16. října 2019     | 21 min  | angličtina                 |
| Tell Me Who I Am                                             | Řekni mi, kdo vlastně jsem                                      | 18. října 2019     | 85 min  | angličtina                 |
| Dancing with the Birds                                       | Když ptáci tančí                                                | 23. října 2019     | 51 min  | angličtina                 |
| It Takes a Lunatic                                           | Chce to pořádného blázna                                        | 25. října 2019     | 126 min | angličtina                 |
| A 3 Minute Hug                                               | Setkání po letech                                               | 28. října 2019     | 28 min  | angličtina / španělština   |
| Little Miss Sumo                                             | Slečna Sumo                                                     | 28. října 2019     | 19 min  | japonština                 |
| Fire in Paradise                                             | Paradise v plamenech                                            | 1. listopadu 2019  | 39 min  | angličtina                 |
| Bikram: Yogi, Guru, Predator                                 | Bikram: jogín, guru, sexuální násilník                          | 20. listopadu 2019 | 86 min  | angličtina                 |
| Lorena, La de pies ligeros                                   | Lehkonohá Lorena                                                | 20. listopadu 2019 | 28 min  | španělština                |
| After the Raid                                               | Po razii                                                        | 19. prosince 2019  | 25 min  | španělština                |
| El Pepe: A Supreme Life                                      | El Pepe: vrcholový život                                        | 27. prosince 2019  | 73 min  | španělština                |

### 2020
| Originální název                              | Český název                                         | Premiéra           | Délka   | Jazyk                   |
| --------------------------------------------- | --------------------------------------------------- | ------------------ | ------- | ----------------------- |
| Miss Americana                                | Miss Americana                                      | 31. ledna 2020     | 85 min  | angličtina              |
| A Life of Speed: The Juan Manuel Fangio Story | Život v plné rychlosti: Příběh Juana Manuela Fangia | 20. března 2020    | 92 min  | angličtina, španělština |
| Crip Camp: A Disability Revolution            | Kripl kemp: Revoluce na kolečkách                   | 25. března 2020    | 108 min | angličtina              |
| LA Originals                                  | —                                                   | 10. dubna 2020     | 92 min  | angličtina              |
| Circus of Books                               | —                                                   | 22. dubna 2020     | 86 min  | angličtina              |
| A Secret Love                                 | Tajná láska                                         | 29. dubna 2020     | 82 min  | angličtina              |
| Murder to Mercy: The Cyntoia Brown Story      | Sebeobrana: Příběh Cyntoie Brown                    | 29. dubna 2020     | 97 min  | angličtina              |
| Becoming                                      | Můj příběh                                          | 6. května 2020     | 89 min  | angličtina              |
| Have a Good Trip: Adventures in Psychedelics  | Halušky: Dobrodružství s psychedeliky               | 11. května 2020    | 85 min  | angličtina              |
| Spelling the Dream                            | Hláskovaný sen                                      | 3. června 2020     | 83 min  | angličtina              |
| One Take                                      | Na první dobrou                                     | 18. června 2020    | 85 min  | thajština               |
| Disclosure: Trans Lives on Screen             | V záři reflektorů                                   | 19. června 2020    | 107 min | angličtina              |
| Athlete A                                     | Atletka A                                           | 24. června 2020    | 104 min | angličtina              |
| Mucho Mucho Amor                              | Mucho Mucho Amor: Legendární Walter Mercado         | 8. července 2020   | 96 min  | španělština             |
| The Claudia Kishi Club                        | Klub Claudie Kishi                                  | 10. července 2020  | 17 min  | angličtina              |
| On est ensemble                               | Jsme v tom společně                                 | 14. července 2020  | 86 min  | francouzština           |
| Father Soldier Son                            | —                                                   | 17. července 2020  | 100 min | angličtina              |
| The Speed Cubers                              | Kostka na čas                                       | 29. července 2020  | 40 min  | angličtina              |
| Anelka: L'Incompris                           | Anelka: Nepochopený střelec                         | 5. srpna 2020      | 94 min  | francouzština           |
| John Was Trying to Contact Aliens             | John se chtěl spojit s mimozemšťany                 | 20. srpna 2020     | 16 min  | angličtina              |
| Rising Phoenix                                | Zrození fénixe                                      | 26. srpna 2020     | 106 min | angličtina              |
| My Octopus Teacher                            | Moje učitelka chobotnice                            | 7. září 2020       | 85 min  | angličtina              |
| The Social Dilemma                            | Sociální dilema                                     | 9. září 2020       | 94 min  | angličtina              |
| Hope Frozen: A Quest to Live Twice            | Naděje u ledu: Honba za druhým životem              | 15. září 2020      | 80 min  | thajština / angličtina  |
| GIMS: On the Record                           | —                                                   | 17. září 2020      | 96 min  | francouzština           |
| A Love Song for Latasha                       | Vyznání pro Latashu                                 | 21. září 2020      | 19 min  | angličtina              |
| American Murder: The Family Next Door         | Americká vražda: Rodina od vedle                    | 30. září 2020      | 82 min  | angličtina              |
| Dick Johnson Is Dead                          | Smrt Dicka Johnsona                                 | 2. října 2020      | 89 min  | angličtina              |
| David Attenborough: A Life on Our Planet      | David Attenborough: Život na naší planetě           | 4. října 2020      | 83 min  | angličtina              |
| Bigflo & Oli: Hip Hop Frenzy                  | Bigflo a Oli: Hiphopové šílenství                   | 8. října 2020      | 100 min | francouzština           |
| Blackpink: Light Up the Sky                   | —                                                   | 14. října 2020     | 79 min  | korejština              |
| The Three Deaths of Marisela Escobedo         | Tři smrti Marisely Escobedo                         | 14. října 2020     | 109 min | španělština             |
| Rooting for Roona                             | Příběh malé Roony                                   | 15. října 2020     | 41 min  | bengálština             |
| Guillermo Vilas: Settling the Score           | Guillermo Vilas: Vyrovnat skóre                     | 27. října 2020     | 94 min  | španělština             |
| Secrets of the Saqqara Tomb                   | Tajemství hrobky v Sakkáře                          | 28. října 2020     | 114 min | angličtina              |
| Shawn Mendes: In Wonder                       | —                                                   | 23. listopadu 2020 | 83 min  | angličtina              |
| Dance Dreams: Hot Chocolate Nutcracker        | Hot Chocolate Nutcracker: Klasika v novém podání    | 27. listopadu 2020 | 80 min  | angličtina              |
| Emicida: AmarElo - It's All For Yesterday     | Emicida: AmarElo – To všechno kvůli včerejšku       | 8. prosince 2020   | 89 min  | portugalština           |
| Giving Voice                                  | Máme hlas                                           | 11. prosince 2020  | 90 min  | angličtina              |

### 2021
| Originální název                                        | Český název                                     | Premiéra           | Délka   | Jazyk         |
| ------------------------------------------------------- | ----------------------------------------------- | ------------------ | ------- | ------------- |
| The Minimalists: Less Is Now                            | The Minimalists: Méně je teď a tady             | 1. ledna 2021      | 53 min  | angličtina    |
| Tony Parker: The Final Shot                             | Tony Parker – Poslední pokus                    | 6. ledna 2021      | 98 min  | francouzština |
| Crack: Cocaine, Corruption & Conspiracy                 | Crack: Kokain, korupce a konspirace             | 11. ledna 2021     | 89 min  | angličtina    |
| What Would Sofia Loren Do?                              | Co by udělala Sophia Loren?                     | 15. ledna 2021     | 32 min  | angličtina    |
| Strip Down, Rise Up                                     | Holá sebeúcta                                   | 5. února 2021      | 112 min | angličtina    |
| Pelé                                                    | —                                               | 23. února 2021     | 108 min | angličtina    |
| Biggie: I Got a Story to Tell                           | —                                               | 1. března 2021     | 97 min  | angličtina    |
| Operation Varsity Blues: The College Admissions Scandal | Podmáznuté přijímačky                           | 17. března 2021    | 99 min  | angličtina    |
| Seaspiracy                                              | Seaspiracy: Pravá tvář udržitelného rybolovu    | 24. března 2021    | 89 min  | angličtina    |
| Dolly Parton: A MusiCares Tribute                       | Dolly Parton: Pocta od MusiCares                | 7. dubna 2021      | 55 min  | angličtina    |
| Why Did You Kill Me?                                    | Proč jsi mě zabil?                              | 14. dubna 2021     | 83 min  | angličtina    |
| Chadwick Boseman: Portrait of an Artist                 | Chadwick Boseman: Portrét umělce                | 17. dubna 2021     | 21 min  | angličtina    |
| Searching for Sheela                                    | Pátrání po Šíle                                 | 22. dubna 2021     | 58 min  | hindština     |
| Nail Bomber: Manhunt                                    | Výkupné za Londýn                               | 26. května 2021    | 72 min  | angličtina    |
| Breaking Boundaries: The Science Of Our Planet          | Prolomit hranice: Naše planeta je věda          | 4. června 2021     | 73 min  | angličtina    |
| Kitty Love: An Homage to Cats                           | Kitty Love: Pocta kočkám                        | 5. června 2021     | 60 min  | angličtina    |
| Murder by the Coast                                     | Případ Wanninkhof–Carabantes                    | 23. června 2021    | 88 min  | španělština   |
| Sisters on Track                                        | Sestry na startovní čáře                        | 24. června 2021    | 96 min  | angličtina    |
| Audible                                                 | Slyšitelně                                      | 1. července 2021   | 38 min  | angličtina    |
| Private Network: Who Killed Manuel Buendia?             | Soukromá síť: Kdo zabil Manuela Buendíu?        | 14. července 2021  | 100 min | španělština   |
| Pray Away                                               | Pray Away: Očista modlitbou                     | 3. srpna 2021      | 101 min | angličtina    |
| Shiny_Flakes: The Teenage Drug Lord                     | Shiny_Flakes: Náctiletý drogový baron           | 3. srpna 2021      | 96 min  | němčina       |
| Untold: Malice at the Palace                            | Neslýchané: Palácová potyčka                    | 10. srpna 2021     | 69 min  | angličtina    |
| Untold: Deal with the Devil                             | Neslýchané: Smlouva s ďáblem                    | 17. srpna 2021     | 77 min  | angličtina    |
| Memories of a Murderer: The Nilsen Tapes                | Paměti vraha: Případ Nilsen                     | 18. srpna 2021     | 84 min  | angličtina    |
| Untold: Caitlyn Jenner                                  | Neslýchané: Caitlyn Jenner                      | 24. srpna 2021     | 69 min  | angličtina    |
| Bob Ross: Happy Accidents, Betrayal & Greed             | Bob Ross: Šťastné náhody, zrada a chamtivost    | 25. srpna 2021     | 92 min  | angličtina    |
| Untold: Crimes & Penalties                              | Neslýchané: Zločin a trestné minuty             | 31. srpna 2021     | 85 min  | angličtina    |
| Untold: Breaking Point                                  | Neslýchané: Bod zlomu                           | 7. září 2021       | 79 min  | angličtina    |
| Blood Brothers: Malcolm X & Muhammad Ali                | Jsme jedné krve: Malcolm X a Muhammad Ali       | 9. září 2021       | 96 min  | angličtina    |
| The Women and the Murderer                              | Ženy a vrah                                     | 9. září 2021       | 92 min  | francouzština |
| Schumacher                                              | —                                               | 15. září 2021      | 112 min | angličtina    |
| My Heroes Were Cowboys                                  | Obdivoval jsem kovboje                          | 16. září 2021      | 22 min  | angličtina    |
| Britney vs. Spears                                      | —                                               | 28. září 2021      | 93 min  | angličtina    |
| Convergence: Courage in a Crisis                        | Sbližování: Odvaha za časů krize                | 12. října 2021     | 113 min | angličtina    |
| Making Malinche: A Documentary by Nacho Cano            | Malinche: Jak vznikal muzikál                   | 12. října 2021     | 89 min  | španělština   |
| Found                                                   | Zase spolu                                      | 20. října 2021     | 97 min  | angličtina    |
| Flip a Coin -ONE OK ROCK Documentary-                   | Hodit si mincí – Dokument o skupině ONE OK ROCK | 21. října 2021     | 105 min | japonština    |
| Lords of Scam                                           | Mistři podvodu                                  | 3. listopadu 2021  | 105 min | francouzština |
| A Cop Movie                                             | Policejní film                                  | 5. listopadu 2021  | 107 min | španělština   |
| Procession                                              | Procesí                                         | 19. listopadu 2021 | 118 min | angličtina    |
| Angèle                                                  | —                                               | 26. listopadu 2021 | 84 min  | francouzština |
| 14 Peaks: Nothing Is Impossible                         | 14 vrcholů: Nic není nemožné                    | 29. listopadu 2021 | 101 min | angličtina    |
| Lead Me Home                                            | Bez domova                                      | 30. listopadu 2021 | 40 min  | angličtina    |
| 137 Shots                                               | 137 výstřelů                                    | 15. prosince 2021  | 104 min | angličtina    |
| Puff: Wonders of the Reef                               | Zázraky korálového útesu                        | 16. prosince 2021  | 62 min  | angličtina    |

### 2022
| Originální název                                         | Český název                                           | Premiéra           | Délka   | Jazyk         |
| -------------------------------------------------------- | ----------------------------------------------------- | ------------------ | ------- | ------------- |
| Three Songs for Benazir                                  | Tři písně pro Benazir                                 | 24. ledna 2022     | 22 min  | paštština     |
| The Tinder Swindler                                      | Podvodník z Tinderu                                   | 2. února 2022      | 114 min | angličtina    |
| Downfall: The Case Against Boeing                        | Pád: Kauza Boeing                                     | 18. února 2022     | 89 min  | angličtina    |
| 11M: Terror in Madrid                                    | –                                                     | 23. února 2022     | 91 min  | španělština   |
| Surviving Paradise: A Family Tale                        | Delta Okavanga: Kousek ráje                           | 3. března 2022     | 79 min  | angličtina    |
| Diomedes: el ídolo, el misterio y la tragedia            | Zlomený idol: Zkáza Diomeda Díaze                     | 30. března 2022    | 102 min | španělština   |
| Trust No One: The Hunt for the Crypto King               | Důvěra se nevyplácí: Hon na krále kryptoměn           | 30. března 2022    | 90 min  | angličtina    |
| Return to Space                                          | Návrat do vesmíru                                     | 7. dubna 2022      | 128 min | angličtina    |
| White Hot: The Rise & Fall of Abercrombie & Fitch        | Abercrombie & Fitch: Vzestup a pád                    | 19. dubna 2022     | 98 min  | angličtina    |
| The Mystery of Marilyn Monroe: The Unheard Tapes         | Tajemství Marilyn Monroe: Ztracené nahrávky           | 27. dubna 2022     | 101 min | angličtina    |
| Hold Your Breath: The Ice Dive                           | Hold Your Breath: The Ice Dive                        | 3. května 2022     | 40 min  | angličtina    |
| Our Father                                               | Otec náš                                              | 11. května 2022    | 97 min  | angličtina    |
| Cyber Hell: Exposing an Internet Horror                  | Kyberpeklo: Jak odhalit zneužívání na internetu       | 18. května 2022    | 105 min | korejština    |
| El Fotografo y el Cartero: El Crimen de Cabezas          | Fotograf a Pošťák: Vražda José Luise Cabezase         | 19. května 2022    | 106 min | španělština   |
| Gladbeck: The Hostage Crisis                             | Gladbeck: Únos rukojmích                              | 8. června 2022     | 91 min  | němčina       |
| Jennifer Lopez: Halftime                                 | Jennifer Lopez: Poločas                               | 14. června 2022    | 95 min  | angličtina    |
| Sing, Dance, Act: Kabuki featuring Toma Ikuta            | Tóma Ikuta: Kabuki je výzva                           | 16. června 2022    | 87 min  | japonština    |
| The Martha Mitchell Effect                               | Efekt Marthy Mitchellové                              | 17. června 2022    | 40 min  | angličtina    |
| Civil: Ben Crump                                         | Ben Crump: Bojovník za občanská práva                 | 19. června 2022    | 101 min | angličtina    |
| Girl in the Picture                                      | Ta dívka z fotky                                      | 6. července 2022   | 101 min | angličtina    |
| My Daughter's Killer                                     | Vrah mé dcery                                         | 12. července 2022  | 83 min  | francouzština |
| Never Stop Dreaming: The Life and Legacy of Shimon Peres | Nikdy nepřestávejte snít: Život a odkaz Šimona Perese | 13. července 2022  | 129 min | angličtina    |
| Bank Robbers: The Last Great Heist                       | Jak vybrat banku: Poslední velká loupež               | 10. srpna 2022     | 109 min | španělština   |
| Stay on Board: The Leo Baker Story                       | Nohama na prkně: Leo Baker                            | 11. srpna 2022     | 77 min  | angličtina    |
| Inside the Mind of a Cat                                 | Co se kočce honí hlavou                               | 18. srpna 2022     | 67 min  | angličtina    |
| Untold: The Rise and Fall of AND1                        | Neslýchané: Vzestup a pád značky AND1                 | 23. srpna 2022     | 68 min  | angličtina    |
| Running with the Devil: The Wild World of John McAfee    | Ďáblovi v patách: Divoký svět Johna McAfee            | 24. srpna 2022     | 105 min | angličtina    |
| The Figo Affair: The Transfer that Changed Football      | Luís Figo: Přestup století                            | 25. srpna 2022     | 104 min | španělština   |
| Untold: Operation Flagrant Foul                          | Neslýchané: Dobře promyšlená osobní chyba             | 30. srpna 2022     | 76 min  | angličtina    |
| Get Smart With Money                                     | Bedna na prachy                                       | 6. září 2022       | 92 min  | angličtina    |
| Untold: The Race of the Century                          | Neslýchané: Závod století                             | 6. září 2022       | 83 min  | angličtina    |
| The Anthrax Attacks                                      | Antrax jako zbraň                                     | 8. září 2022       | 95 min  | angličtina    |
| Skandal! Bringing Down Wirecard                          | Skandál: Jak sundat Wirecard                          | 16. září 2022      | 93 min  | angličtina    |
| The Dreamlife of Georgie Stone                           | Georgie Stone: Vysněný život                          | 22. září 2022      | 22 min  | angličtina    |
| A Trip to Infinity                                       | Hledání nekonečna                                     | 26. září 2022      | 79 min  | angličtina    |
| Into the Deep: The Submarine Murder Case                 | Do hloubky: Případ vraždy v ponorce                   | 30. září 2022      | 97 min  | angličtina    |
| The Trapped 13: How We Survived The Thai Cave            | 13 uvězněných: Jak jsme se dostali z thajské jeskyně  | 5. října 2022      | 103 min | thajština     |
| The Joys and Sorrows of Young Yuguo                      | Radost a utrpení mladého Yugua                        | 6. října 2022      | 28 min  | angličtina    |
| The Redeem Team                                          | Redeem Team: Návrat Dream Teamu                       | 7. října 2022      | 98 min  | angličtina    |
| LiSA: Another Great Day                                  | –                                                     | 18. října 2022     | 107 min | japonština    |
| Descendant                                               | Clotildin potomek                                     | 21. října 2022     | 109 min | angličtina    |
| Fugitive: The Curious Case of Carlos Ghosn               | Uprchlík: Podivuhodný případ Carlose Ghosna           | 26. října 2022     | 95 min  | angličtina    |
| Orgasm Inc: The Story of OneTaste                        | Orgasmus s.r.o.: Příběh jménem OneTaste               | 5. listopadu 2022  | 89 min  | angličtina    |
| State of Alabama vs. Brittany Smith                      | Stát Alabama vs. Brittany Smith                       | 10. listopadu 2022 | 40 min  | angličtina    |
| Capturing the Killer Nurse                               | Vraždy bez předpisu                                   | 11. listopadu 2022 | 95 min  | angličtina    |
| Is That Black Enough for You?!?                          | –                                                     | 11. listopadu 2022 | 135 min | angličtina    |
| Stutz                                                    | –                                                     | 14. listopadu 2022 | 96 min  | angličtina    |
| In Her Hands                                             | V jejích rukou                                        | 16. listopadu 2022 | 93 min  | angličtina    |
| Racionais MC's: From the Streets of São Paulo            | Racionais MC's: From the Streets of São Paulo         | 16. listopadu 2022 | 116 min | portugalština |
| I Am Vanessa Guillen                                     | Já jsem Vanessa Guillen                               | 17. listopadu 2022 | 95 min  | angličtina    |
| Ghislaine Maxwell: Filthy Rich                           | Nechutně bohatá: Ghislaine Maxwell                    | 25. listopadu 2022 | 101 min | angličtina    |
| The Last Dolphin King                                    | Konec krále delfínů                                   | 25. listopadu 2022 | 94 min  | španělština   |
| Take Your Pills: Xanax                                   | Vem si prášky                                         | 30. listopadu 2022 | 87 min  | angličtina    |
| The Masked Scammer                                       | Maskovaný podvodník                                   | 1. prosince 2022   | 90 min  | angličtina    |
| Sr.                                                      | Robert Downey Sr.                                     | 2. prosince 2022   | 90 min  | angličtina    |
| In Broad Daylight: The Narvarte Case                     | Za bílého dne: Vraždy v Narvarte                      | 8. prosince 2022   | 108 min | španělština   |
| The Elephant Whisperers                                  | Zaříkávači slonů                                      | 8. prosince 2022   | 41 min  | tamilština    |
| Kangaroo Valley                                          | Údolí klokanů                                         | 8. prosince 2022   | 76 min  | angličtina    |
| The Volcano: Rescue from Whakaari                        | Sopka: Záchrana z Whakaari                            | 16. prosince 2022  | 98 min  | angličtina    |

### 2023
| Originální název                                  | Český název                              | Premiéra       | Délka         | Jazyk        |              |
| Připravované                                      | Připravované                             | Připravované   | Připravované  | Připravované | Připravované |
| ------------------------------------------------- | ---------------------------------------- | -------------- | ------------- | ------------ | ------------ |
| Mumbai Mafia: Police vs The Underworld            | Bombajská mafie: Policie versus podsvětí | 6. ledna 2023  | 87 min        | angličtina   |              |
| The Hatchet Wielding Hitchhiker                   | Stopař se sekerou                        | 10. ledna 2023 | 87 min        | angličtina   |              |
| Připravované                                      |                                          |                |               |              |              |
| Pamela: A Love Story                              | Pamela: Příběh lásky                     | 31. ledna 2023 | 112 min       | angličtina   |              |
| Bill Russell: Legend                              | Bill Russell: Legenda NBA                | 8. února 2023  | bude oznámeno | angličtina   |              |
| Tabulka byla aktualizována ke dni 21. ledna 2023. |                                          |                |               |              |              |

### Filmová série ReMastered
| ReMastered: Who Shot the Sheriff?                | ReMastered: Kdo střílel na Boba Marleyho  | 12. října 2018    | 57 min | angličtina               |
| ReMastered: Tricky Dick & The Man in Black       | ReMastered: Mazaný prezident a Johny Cash | 2. listopadu 2018 | 58 min | angličtina               |
| ReMastered: Who Killed Jam Master Jay?           | ReMastered: Kdo zabil Jam Master Jaye?    | 7. prosince 2018  | 58 min | angličtina               |
| ReMastered: Massacre at the Stadium              | ReMastered: Masakr na stadionu            | 11. ledna 2019    | 64 min | angličtina / španělština |
| ReMastered: The Two Killings of Sam Cooke        | ReMastered: Dvakrát smrt Sama Cooka       | 8. února 2019     | 64 min | angličtina               |
| ReMastered: The Miami Showband Massacre          | ReMastered: Vraždy členů Miami Showband   | 22. března 2019   | 70 min | angličtina               |
| ReMastered: Devil at the Crossroads              | ReMastered: Ďábel na rozcestí             | 26. dubna 2019    | 48 min | angličtina               |
| ReMastered: The Lion's Share                     | ReMastered: Lví podíl                     | 17. května 2019   | 84 min | angličtina               |
| Tabulka byla aktualizována ke dni 16. září 2020. |                                           |                   |        |                          |

## Speciály
| A Very Murray Christmas                                                     | Veselé Vánoce Billa Murrayho                         | hudební komedie                 | 4. prosince 2015   | 56 min  |
| Justin Timberlake + the Tennessee Kids                                      | —                                                    | koncert                         | 12. října 2016     | 90 min  |
| Michael Bolton's Big, Sexy Valentine's Day Special                          | —                                                    | varieté                         | 7. února 2017      | 54 min  |
| Rodney King                                                                 | —                                                    | one-man show                    | 28. dubna 2017     | 52 min  |
| Barbra: The Music… The Mem'ries… The Magic!                                 | —                                                    | koncert                         | 22. listopadu 2017 | 108 min |
| Derren Brown: Sacrifice                                                     | —                                                    | mentalismus                     | 19. října 2018     | 49 min  |
| Loudon Wainwright III: Surviving Twin                                       | Loudon Wainwright III: Jaký otec, takový syn         | one-man show                    | 13. listopadu 2018 | 91 min  |
| Springsteen on Broadway                                                     | —                                                    | one-man show                    | 16. prosince 2018  | 155 min |
| Taylor Swift reputation Stadium Tour                                        | —                                                    | koncert                         | 31. prosince 2018  | 125 min |
| Kevin Hart's Guide to Black History                                         | Kevin Hart a jeho průvodce černošskou historií       | varieté                         | 8. února 2019      | 63 min  |
| Still Laugh-In: The Stars Celebrate                                         | Still LAUGH-IN: Hvězdy slaví                         | varieté                         | 14. května 2019    | 60 min  |
| The Lonely Island Presents: The Unauthorized Bash Brothers Experience       | —                                                    | hudební komedie                 | 23. května 2019    | 30 min  |
| Anima                                                                       | —                                                    | hudební krátký film             | 27. června 2019    | 15 min  |
| Frankenstein’s Monster’s Monster, Frankenstein                              | —                                                    | mockument                       | 16. července 2019  | 32 min  |
| Rocko's Modern Life: Static Cling                                           | Rocko a moderní život: televizní lpění               | animovaná komedie               | 9. srpna 2019      | 45 min  |
| Invader Zim: Enter the Florpus                                              | —                                                    | animované sci-fi                | 16. srpna 2019     | 71 min  |
| American Factory: A Conversation with the Obamas                            | Americká fabrika: rozhovor s Obamovými               | aftershow / interview           | 21. srpna 2019     | 10 min  |
| Sturgill Simpson Presents: Sound & Fury                                     | Sturgill Simpson uvádí Sound & Fury                  | animovaný / hudební             | 27. září 2019      | 41 min  |
| The Road to El Camino: A Breaking Bad Movie                                 | Cesta k El Camino: Film podle seriálu Perníkový táta | film o seriálu                  | 29. října 2019     | 13 min  |
| The Irishman: In Conversation                                               | Irčan v rozhovorech                                  | aftershow / interview           | 27. listopadu 2019 | 23 min  |
| Porta dos Fundos: The First Temptation of Christ                            | První pokušení Krista                                | komedie                         | 3. prosince 2019   | 46 min  |
| John Mulaney & the Sack Lunch Bunch                                         | John Mulaney a parta svačinářů                       | zábavný pořad                   | 24. prosince 2019  | 70 min  |
| What Did Jack Do?                                                           | —                                                    | drama / krátký film             | 20. ledna 2020     | 17 min  |
| Road to Roma                                                                | Cesta do Romy                                        | film o filmu                    | 11. února 2020     | 72 min  |
| Sitara: Let Girls Dream                                                     | Sitara: Nechte holky snít                            | animovaný                       | 8. března 2020     | 15 min  |
| Sol Levante                                                                 | —                                                    | anime / krátký film             | 2. dubna 2020      | 4 min   |
| Ben Platt: Live from Radio City Music Hall                                  | —                                                    | koncert                         | 20. května 2020    | 85 min  |
| Octonauts & the Caves of Sac Actun                                          | Oktonauti a Bílá jeskyně                             | animovaný                       | 14. srpna 2020     | 72 min  |
| The Boys in the Band: Something Personal                                    | Kluci z party: Teď trochu osobně                     | aftershow / rozhovor            | 30. září 2020      | 30 min  |
| Octonauts & the Great Barrier Reef                                          | Oktonauti a Velký bariérový útes                     | animovaný                       | 13. října 2020     | 47 min  |
| Sarah Cooper: Everything's Fine                                             | Sarah Cooper: Všechno v pohodě                       | zábavný pořad                   | 27. října 2020     | 49 min  |
| I'm No Longer Here: A Discussion with Guillermo Del Toro and Alfonso Cuarón | —                                                    | aftershow / rozhovor            | 3. listopadu 2020  | 14 min  |
| Alien Xmas                                                                  | Vánoce z jiného světa                                | stop motion                     | 20. listopadu 2020 | 42 min  |
| If Anything Happens I Love You                                              | Mám vás ráda, ať se stane cokoli                     | animovaný / krátký film         | 20. listopadu 2020 | 12 min  |
| Angela’s Christmas Wish                                                     | Andělino vánoční přání                               | komedie                         | 1. prosince 2020   | 47 min  |
| Canvas                                                                      | Plátno                                               | animovaný / krátký film / drama | 11. prosince 2020  | 9 min   |
| Ariana Grande: Excuse Me, I Love You                                        | —                                                    | koncertní film                  | 21. prosince 2020  | 97 min  |
| Death to 2020                                                               | Smrt do roku 2020                                    | komedie                         | 27. prosince 2020  | 70 min  |
| Cops and Robbers                                                            | Policajti a zloději                                  | animovaný / krátký film         | 28. prosince 2020  | 7 min   |
| Emicida: AmarElo – Live in São Paulo                                        | —                                                    | koncert                         | 15. července 2021  | 99 min  |
| Monster Hunter: Legends of the Guild                                        | Lovec příšer: Legendy cechu                          | CG animated fantasy             | 12. srpna 2021     | 58 min  |
| Attack of The Hollywood Clichés!                                            | Hollywoodská klišé pod palbou                        | komedie                         | 28. září 2021      | 58 min  |
| Escape The Undertaker                                                       | Jedna, dvě, Undertaker jde!                          | interaktivní horor              | 5. října 2021      | 31 min  |
| Sex: Unzipped                                                               | Sex: Jak to rozbalit                                 | komedie                         | 26. října 2021     | 59 min  |
| Robin Robin                                                                 | Robin není myš                                       | stop motion / muzikál           | 27. listopadu 2021 | 30 min  |
| Death to 2021                                                               | Smrt roku 2021!                                      | komedie                         | 27. prosince 2021  | 60 min  |
| The House                                                                   | Barák                                                | stop motion / černá komedie     | 14. ledna 2022     | 97 min  |
| Behind the Scenes with Jane Campion                                         | V zákulisí s Jane Campionovou                        | making of                       | 27. ledna 2022     | 17 min  |
| Erax                                                                        | Příšerky Erax                                        | fantasy                         | 17. února 2022     | 15 min  |
| Forgive Us Our Trespasses                                                   | Odpusť nám naše hříchy                               | stop motion / černá komedie     | 17. února 2022     | 14 min  |
| Heart Shot                                                                  | Do srdce                                             | thriller                        | 17. února 2022     | 19 min  |
| Cat Burglar                                                                 | –                                                    | animovaný / interactive fiction | 22. února 2022     | 12 min  |
| Adam by Eve: A Live in Animation                                            | Evin Adam: Kreslený živák                            | animovaný / koncertní film      | 15. března 2022    | 58 min  |
| Celeb Five: Behind the Curtain                                              | Celeb Five: Pohled do zákulisí                       | doku-komedie                    | 1. dubna 2022      | 55 min  |
| Oprah + Viola: A Netflix Special Event                                      | Oprah + Viola: Speciální knižní klub Netflix         | interview                       | 22. dubna 2022     | 48 min  |
| Dirty Daddy: The Bob Saget Tribute                                          | –                                                    | interview                       | 10. června 2022    | 83 min  |
| Dave Chappelle: What’s in a Name?                                           | –                                                    | proslov                         | 7. července 2022   | 39 min  |
| Nightmare of the Wolf Bestiary                                              | Vlčí sen: Bestiář                                    | anime                           | 23. srpna 2022     | 11 min  |
| Ivy + Bean                                                                  | Kája + Oliva                                         | rodinný                         | 2. září 2022       | 57 min  |
| Ivy + Bean: Doomed to Dance                                                 | Kája + Oliva tančí jako o život                      | rodinný                         | 2. září 2022       | 56 min  |
| Ivy + Bean: The Ghost That Had to Go                                        | Kája + Oliva a duch, který musel zmizet              | rodinný                         | 2. září 2022       | 61 min  |
| Entergalactic                                                               | –                                                    | hudební drama                   | 30. září 2022      | 92 min  |
| Barbie Epic Road Trip                                                       | –                                                    | animovaný/interaktivní          | 25. října 2022     | 36 min  |
| Triviaverse                                                                 | –                                                    | interaktivní                    | 8. listopadu 2022  | 6 min   |
| Making ATHENA                                                               | Jak se natáčela ATHENA                               | film o filmu                    | 18. listopadu 2022 | 37 min  |
| Stuck with You                                                              | Silvestr ve výtahu                                   | romantická komedie              | 28. prosince 2022  | 59 min  |
| Tabulka byla aktualizována ke dni 9. ledna 2023.                            |                                                      |                                 |                    |         |